# Clasificación de FIBA Europa para la Copa Mundial de Baloncesto de 2019
La clasificación de FIBA Europa para la Copa Mundial de Baloncesto de China de 2019 fue el primer torneo que determinó los clasificados por parte del continente europeo a la Copa Mundial de 2019. La competición dio comienzo en noviembre de 2017 y culminó en febrero de 2019.
FIBA Europa cuenta con doce cupos para el Mundial, los cuales serán disputados por los 32 equipos clasificados a la «división A» durante 2016. El resto de los equipos pertenecientes al organismo disputarán la fase preclasificatoria para el EuroBasket 2021.

## Equipos participantes
De los 32 equipos elegidos para participar, 24 surgieron de distintos torneos regionales que los clasificaron al Eurobasket 2017 y se les sumaron 8 equipos que surgieron del torneo preclasificatorio.
Clasificados directamente
| - Alemania - Bélgica - Croacia - Eslovenia - España - Finlandia - Francia - Georgia | - Grecia - Hungría - Islandia - Israel - Italia - Lituania - Letonia - Montenegro | - Polonia - Gran Bretaña - República Checa - Rumania - Rusia - Serbia - Turquía - Ucrania |

Torneo preclasificatorio
| - Eslovaquia - Suecia - Bosnia y Herzegovina - Armenia - Portugal - Albania - Austria | - Países Bajos - Kosovo - Macedonia del Norte - Estonia - Bulgaria - Bielorrusia |

## Modo de disputa
Torneo preclasificatorio: trece equipos que no accedieron al EuroBasket 2017 son sorteados en cuatro grupos y disputan partidos de ida y vuelta a fin de determinar ocho equipos clasificados para la primera fase.
Proceso clasificatorio:
Primera fase: en la división A están los 32 mejores seleccionados de la región. Los equipos se dividen en ocho grupos de cuatro equipos donde se enfrentan todos contra todos a dos ruedas, una como local y otra como visitante. Los mejores tres equipos de cada grupo avanzan a la segunda fase de la división. Los ocho peores avanzan a la segunda fase de la división B.
Segunda fase: en la segunda fase los 24 clasificados se agrupan en cuatro grupos de seis equipos cada uno. Los tres mejores de cada grupo acceden a la Copa Mundial. Los 24 equipos acceden a la última fase del proceso clasificatorio para el Eurobasket 2021.

### Calendario
Como han determinado desde FIBA, el nuevo torneo se disputa mediante «ventanas» en las cuales los seleccionados se enfrentan entre ellos y las competencias domésticas no se disputan, con el fin que los diferentes participantes puedan contar con todos los jugadores que deseen.
Ventanas
| - 20 al 28 de noviembre de 2017 - 19 al 27 de febrero de 2018 - 25 de junio al 3 de julio de 2018 | - 30 de agosto al 18 de septiembre de 2018 - 26 de noviembre al 4 de diciembre de 2018 - 18 al 28 de febrero de 2019 |

### Sorteo
Proceso clasificatorio
Los 32 participantes se dividieron según su posición en la clasificación de FIBA y según criterios geográficos. Se armaron 8 bombos con cuatro equipos cada uno. El sorteo fue el 7 de mayo.
| Bombo 1 - España - Serbia - Francia - Lituania | Bombo 2 - Grecia - Italia - República Checa - Letonia | Bombo 3 - Croacia - Israel - Turquía - Finlandia | Bombo 4 - Rusia - Eslovenia - Hungría - Georgia |

| Bombo 5 - Alemania - Bélgica - Polonia - Montenegro | Bombo 6 - Islandia - Gran Bretaña - Ucrania - Rumania | Bombo 7 (1º clasificados) - 1.° clasificado - 1.° clasificado - 1.° clasificado - 1.° clasificado | Bombo 8 (2º clasificados) - 2.° clasificado - 2.° clasificado - 2.° clasificado - 2.° clasificado |

Los integrantes de los bombos 1, 4, 5 y 8 quedan sorteados en los grupos A, C, E y G de la clasificación, los integrantes de los demás bombos, en los demás grupos. Los integrantes de los bombos pares quedan sorteados en los grupos 3 y 4 de la clasificación. Aparte, se sortea el orden de los partidos.
| Grupo A 1. Montenegro 2. Eslovenia 3. 2.° clasificado 4. España | Grupo B 1. 1.° clasificado 2. Turquía 3. Letonia 4. Ucrania | Grupo C 1. Polonia 2. 2.° clasificado 3. Lituania 4. Hungría | Grupo D 1. Italia 2. 1.° clasificado 3. Croacia 4. Rumania |

| Grupo E 1. 2.° clasificado 2. Bélgica 3. Francia 4. Rusia | Grupo F 1. 1.° clasificado 2. República Checa 3. Islandia 4. Finlandia | Grupo G 1. Alemania 2. Serbia 3. 2.° clasificado 4. Georgia | Grupo H 1. Israel 2. Gran Bretaña 3. Grecia 4. 1.° clasificado |

## Torneo preclasificatorio

### Grupo A
| Pos | Equipo               | PJ | PG | PP | PF  | PC  | Dif | Pts | Notas                                                        |
| --- | -------------------- | -- | -- | -- | --- | --- | --- | --- | ------------------------------------------------------------ |
| 1   | Suecia               | 6  | 4  | 2  | 476 | 447 | 29  | 10  | Acceso a la primera ronda                                    |
| 2   | Bosnia y Herzegovina | 6  | 4  | 2  | 502 | 465 | 37  | 10  | Acceso a la primera ronda                                    |
| 3   | Armenia              | 6  | 3  | 3  | 470 | 482 | -12 | 9   | Acceso a la 1.º ronda pre-clasificatoria del Eurobasket 2021 |
| 4   | Eslovaquia           | 6  | 1  | 5  | 434 | 488 | -54 | 7   | Acceso a la 1.º ronda pre-clasificatoria del Eurobasket 2021 |

| 2 de agosto de 2017 | Suecia                                                              | 81–73                                 | Bosnia y Herzegovina                                     | Norrköping |  |
| 18:00 (UTC+2:00)    | Parciales: 20–23, 18–15, 17–23, 26–12                               | Parciales: 20–23, 18–15, 17–23, 26–12 | Parciales: 20–23, 18–15, 17–23, 26–12                    | |  |
|                     | Estadísticas Marcus Eriksson 25 Marcus Eriksson 5 Thomas Massamba 6 | Reporte Pts Reb Asts                  | Estadísticas 17 Džanan Musa 9 Adin Vrabac 3 Alex Renfroe | Pabellón: Norrköping Arena Asistencia: 2223 espectadores Árbitros: Tomas Jasevicius Fernando Calatrava Anastasios Piloidis |  |

| 2 de agosto de 2017 | Armenia                                                     | 75–61                                | Eslovaquia                                                  | Ereván |  |
| 20:00 (UTC+2:00)    | Parciales: 15–20, 31–10, 13–9, 16–22                        | Parciales: 15–20, 31–10, 13–9, 16–22 | Parciales: 15–20, 31–10, 13–9, 16–22                        | |  |
|                     | Estadísticas Allyn Hess 22 Lucas Fischer 9 Ryan Boatright 6 | Reporte Pts Reb Asts                 | Estadísticas 20 Radoslav Rancik 9 Andre Jones 4 Andre Jones | Pabellón: Mika Sport Complex Asistencia: 1000 espectadores Árbitros: Erez Gurion Gianluca Mattioli Arnis Ozols |  |

| 5 de agosto de 2017 | Armenia                                                            | 82–69                                 | Suecia                                                                             | Ereván |  |
| 20:00 (UTC+4:00)    | Parciales: 21–23, 22–19, 13–16, 26–11                              | Parciales: 21–23, 22–19, 13–16, 26–11 | Parciales: 21–23, 22–19, 13–16, 26–11                                              | |  |
|                     | Estadísticas Ryan Boatright 23 Andrew Chrabascz 8 Ryan Boatright 3 | Reporte Pts Reb Asts                  | Estadísticas 15 Marcus Eriksson 7 Viktor Gaddefors 4 Tobias Borg y Thomas Massamba | Pabellón: Mika Sport Complex Asistencia: 1000 espectadores Árbitros: Sergiy Chebishev Pavel Fuska Vilius Maciulaitis |  |

| 5 de agosto de 2017 | Bosnia y Herzegovina                                                                               | 84–71                                 | Eslovaquia                                                       | Sarajevo |  |
| 20:00 (UTC+2:00)    | Parciales: 18–20, 20–13, 26–18, 20–20                                                              | Parciales: 18–20, 20–13, 26–18, 20–20 | Parciales: 18–20, 20–13, 26–18, 20–20                            | |  |
|                     | Estadísticas Džanan Musa 32 Aleksandar Lazic 7 Edin Atic, Amar Gegic, Alex Renfroe y Džanan Musa 3 | Pts Reb Asts                          | Estadísticas 14 Radoslav Rancik 8 Radoslav Rancik 7 Mario Ihring | Pabellón: Mirza Delibašić Hall Asistencia: 3000 espectadores Árbitros: Lorenzo Baldini Sebastien Clivaz Petar Denkovski |  |

| 9 de agosto de 2017 | Eslovaquia                                                           | 68–59                                 | Suecia                                                                | Bratislava                                                                  |  |
| 18:00 (UTC+2:00)    | Parciales: 17–12, 14–18, 23–11, 14–18                                | Parciales: 17–12, 14–18, 23–11, 14–18 | Parciales: 17–12, 14–18, 23–11, 14–18                                 |                                                                             |  |
|                     | Estadísticas Radoslav Rancik 15 Radoslav Rancik 15 Simon Krajcovic 4 | Reporte Pts Reb Asts                  | Estadísticas 13 Adam Ramstedt 8 Alexander Lindqvist 5 Thomas Massamba | Pabellón: Hant Arena Árbitros: Anastasios Piloidis Luka Kardum Marko Vladic |  |

| 9 de agosto de 2017 | Bosnia y Herzegovina                                      | 98–85                                 | Armenia                                                          | Sarajevo |  |
| 20:00 (UTC+2:00)    | Parciales: 23–23, 29–21, 21–16, 25–25                     | Parciales: 23–23, 29–21, 21–16, 25–25 | Parciales: 23–23, 29–21, 21–16, 25–25                            | |  |
|                     | Estadísticas Džanan Musa 28 Ismet Sejfic 5 Alex Renfroe 6 | Reporte Pts Reb Asts                  | Estadísticas 30 Ryan Boatright 7 Ryan Boatright 8 Ryan Boatright | Pabellón: Mirza Delibašić Hall Asistencia: 4500 espectadores Árbitros: Srdan Dozai Gentian Cici Radomir Vojinovic |  |

| 12 de agosto de 2017 | Eslovaquia                                                  | 78–92                                 | Armenia                                                         | Bratislava                                                                             |  |
| 20:00 (UTC+2:00)     | Parciales: 22–21, 11–25, 23–23, 22–23                       | Parciales: 22–21, 11–25, 23–23, 22–23 | Parciales: 22–21, 11–25, 23–23, 22–23                           |                                                                                        |  |
|                      | Estadísticas Michal Batka 23 Mario Ihring 12 Mario Ihring 5 | Reporte Pts Reb Asts                  | Estadísticas 22 Ryan Boatright 8 Lucas Fischer 4 Ryan Boatright | Pabellón: Hant Arena Árbitros: Marek Cmikiewicz Rune Ressel Larsen Gintaras Vitkasukas |  |

| 12 de agosto de 2017 | Bosnia y Herzegovina                                    | 72–88                                 | Suecia                                                              | Zenica |  |
| 20:00 (UTC+2:00)     | Parciales: 23–23, 13–21, 19–20, 17–24                   | Parciales: 23–23, 13–21, 19–20, 17–24 | Parciales: 23–23, 13–21, 19–20, 17–24                               | |  |
|                      | Estadísticas Džanan Musa 12 Obrad Tomic 5 Adin Vrabac 3 | Reporte Pts Reb Asts                  | Estadísticas 20 Thomas Massamba 8 Nicholas Spires 4 Thomas Massamba | Pabellón: Arena de la Ciudad de Zenica Asistencia: 6000 espectadores Árbitros: Antonio Conde Boris Krejic Paulo Marques |  |

| 16 de agosto de 2017 | Eslovaquia                                                  | 74–92                                | Bosnia y Herzegovina                                 | Bratislava                                                                   |  |
| 18:00 (UTC+2:00)     | Parciales: 22–30, 23–25, 8–25, 21–12                        | Parciales: 22–30, 23–25, 8–25, 21–12 | Parciales: 22–30, 23–25, 8–25, 21–12                 |                                                                              |  |
|                      | Estadísticas Radoslav Rancik 19 Mario Ihring 6 Milan Ziak 5 | Reporte Pts Reb Asts                 | Estadísticas 27 Džanan Musa 7 Edin Atic 3 Amar Gegic | Pabellón: Hant Arena Árbitros: Saveiro Lanzarini Sergey Krug Mart Uuehendrik |  |

| 16 de agosto de 2017 | Suecia                                                           | 93–70                                 | Armenia                                                          | Upsala |  |
| 19:00 (UTC+2:00)     | Parciales: 23–10, 33–22, 17–18, 20–20                            | Parciales: 23–10, 33–22, 17–18, 20–20 | Parciales: 23–10, 33–22, 17–18, 20–20                            | |  |
|                      | Estadísticas Tobias Borg 16 Nicholas Spires 9 Viktor Gaddefors 5 | Reporte Pts Reb Asts                  | Estadísticas 32 Ryan Boatright 8 Ryan Boatright 5 Ryan Boatright | Pabellón: IFU Arena Asistencia: 1820 espectadores Árbitros: Vicente Bultó Vincent Delestrée Alexandrou Olaru |  |

| 19 de agosto de 2017 | Suecia                                                                | 86–82                                 | Eslovaquia                                                 | Upsala                                                                                                   |  |
| 16:00 (UTC+2:00)     | Parciales: 17–20, 27–19, 23–17, 19–26                                 | Parciales: 17–20, 27–19, 23–17, 19–26 | Parciales: 17–20, 27–19, 23–17, 19–26                      | |  |
|                      | Estadísticas Viktor Gaddefors 17 Nicholas Spires 13 Thomas Massamba 6 | Reporte Pts Reb Asts                  | Estadísticas 20 Mario Ihring 9 Michal Fusek 5 Peter Sedmak | Pabellón: IFU Arena Asistencia: 1678 espectadores Árbitros: Tomas Jasevicius Arns Ozols Daiuusz Zapolski |  |

| 19 de agosto de 2017 | Armenia                                                         | 66–83                                | Bosnia y Herzegovina                                  | Ereván |  |
| 19:00 (UTC+5:00)     | Parciales: 25–24, 16–20, 21–21, 4–18                            | Parciales: 25–24, 16–20, 21–21, 4–18 | Parciales: 25–24, 16–20, 21–21, 4–18                  | |  |
|                      | Estadísticas Ryan Boatright 22 Lucas Fischer 7 Ryan Boatright 9 | Reporte Pts Reb Asts                 | Estadísticas 21 Džanan Musa 6 Edin Atic 3 Adin Vrabac | Pabellón: Mika Sport Complex Asistencia: 1500 espectadores Árbitros: Panagiotis Anastopoulos Marius Ciulin Zafer Yilmaz |  |

### Grupo B
| Pos | Equipo       | PJ | PG | PP | PF  | PC  | Dif  | Pts | Notas                                                        |
| --- | ------------ | -- | -- | -- | --- | --- | ---- | --- | ------------------------------------------------------------ |
| 1   | Países Bajos | 4  | 3  | 1  | 352 | 264 | 88   | 7   | Acceso a la primera ronda                                    |
| 2   | Austria      | 4  | 3  | 1  | 326 | 264 | 62   | 7   | Acceso a la primera ronda                                    |
| 3   | Albania      | 4  | 0  | 4  | 228 | 378 | -150 | 4   | Acceso a la 1.º ronda pre-clasificatoria del Eurobasket 2021 |

| 2 de agosto de 2017 | Albania                                                             | 51–79                                 | Austria                                                              | Tirana                                                                                  |  |
| 20:30 (UTC+2:00)    | Parciales: 10–16, 11–24, 19–17, 11–22                               | Parciales: 10–16, 11–24, 19–17, 11–22 | Parciales: 10–16, 11–24, 19–17, 11–22                                |                                                                                         |  |
|                     | Estadísticas Gerti Shima 10 Endrit Hysenagolli 5 Klein Strazimiri 4 | Reporte Pts Reb Asts                  | Estadísticas 22 Rašid Mahalbašić 8 Moritz Lanegger 4 Moritz Lanegger | Pabellón: Parque Olímpico de Tirana Árbitros: Tolga Sahin Anastasios Manos Zafer Yilmaz |  |

| 5 de agosto de 2017 | Austria                                                          | 72–79                                 | Países Bajos                                                | Schwechat |  |
| 19:30 (UTC+2:00)    | Parciales: 18–15, 14–23, 16–17, 24–24                            | Parciales: 18–15, 14–23, 16–17, 24–24 | Parciales: 18–15, 14–23, 16–17, 24–24                       | |  |
|                     | Estadísticas Jakob Pöltl 24 Thomas Schreiner 5 Moritz Lanegger 6 | Reporte Pts Reb Asts                  | Estadísticas 22 Worthy De Jong 5 Henk Norel 6 Leon Williams | Pabellón: Multiversum Asistencia: 2000 espectadores Árbitros: Marek Cmikiewicz Bojan Jovanic Apostolos Kalpakas |  |

| 9 de agosto de 2017 | Países Bajos                                                  | 91–77                                 | Albania                                                        | Ámsterdam |  |
| 20:00 (UTC+2:00)    | Parciales: 24–26, 27–27, 21–13, 19–11                         | Parciales: 24–26, 27–27, 21–13, 19–11 | Parciales: 24–26, 27–27, 21–13, 19–11                          | |  |
|                     | Estadísticas Jessey Voorn 20 Worthy De Jong 7 Leon Williams 6 | Reporte Pts Reb Asts                  | Estadísticas 23 Gerti Shima 6 Endrit Hysenagolli 4 Gerti Shima | Pabellón: Sporthallen Zuid Asistencia: 1500 espectadores Árbitros: Dariusz Zapolski Pavel Fuska Ernad Karovic |  |

| 12 de agosto de 2017 | Austria                                                               | 97–63                                 | Albania                                                      | Schwechat |  |
| 16:00 (UTC+2:00)     | Parciales: 33–19, 15–18, 28–14, 21–12                                 | Parciales: 33–19, 15–18, 28–14, 21–12 | Parciales: 33–19, 15–18, 28–14, 21–12                        | |  |
|                      | Estadísticas Rašid Mahalbašić 25 Rašid Mahalbašić 9 Moritz Lanegger 7 | Reporte Pts Reb Asts                  | Estadísticas 20 Michael Moser 4 Gerti Shima 4 Franko Bushati | Pabellón: Multiversum Asistencia: 1300 espectadores Árbitros: Saverio Lanzarini Stanislav Kucera Mart Uuehendrik |  |

| 16 de agosto de 2017 | Países Bajos                                               | 71–78                                 | Austria                                                           | Ámsterdam |  |
| 20:05 (UTC+2:00)     | Parciales: 20–17, 17–22, 16–10, 18–29                      | Parciales: 20–17, 17–22, 16–10, 18–29 | Parciales: 20–17, 17–22, 16–10, 18–29                             | |  |
|                      | Estadísticas Arvin Slagter 15 Henk Norel 6 Charlon Kloof 8 | Reporte Pts Reb Asts                  | Estadísticas 16 Jakob Pöltl 6 Rašid Mahalbašić 10 Thomas Klepeisz | Pabellón: Sporthallen Zuid Asistencia: 1100 espectadores Árbitros: Antonio Conde Gianluca Mattioli Gavin Williams |  |

| 19 de agosto de 2017 | Albania                                                         | 37–111                             | Países Bajos                                             | Tirana                                                                               |  |
| 20:30 (UTC+2:00)     | Parciales: 16–14, 8–20, 5–33, 8–34                              | Parciales: 16–14, 8–20, 5–33, 8–34 | Parciales: 16–14, 8–20, 5–33, 8–34                       |                                                                                      |  |
|                      | Estadísticas Michael Moser 8 Michael Moser 6 Klein Strazimiri 3 | Reporte Pts Reb Asts               | Estadísticas 16 Henk Norel 11 Henk Norel 6 Leon Williams | Pabellón: Parque Olímpico de Tirana Árbitros: Sasa Maricic Boris Krejic Özlem Yalman |  |

### Grupo C
| Pos | Equipo              | PJ | PG | PP | PF  | PC  | Dif | Pts | Notas                                                        |
| --- | ------------------- | -- | -- | -- | --- | --- | --- | --- | ------------------------------------------------------------ |
| 1   | Estonia             | 4  | 3  | 1  | 299 | 266 | 33  | 7   | Acceso a la primera ronda                                    |
| 2   | Kosovo              | 4  | 2  | 2  | 271 | 300 | -29 | 6   | Acceso a la primera ronda                                    |
| 3   | Macedonia del Norte | 4  | 1  | 3  | 296 | 300 | -4  | 5   | Acceso a la 1.º ronda pre-clasificatoria del Eurobasket 2021 |

| 2 de agosto de 2017 | Kosovo                                                         | 72–68                                | Macedonia del Norte                                                   | Pristina |  |
| 20:15 (UTC+2:00)    | Parciales: 23–11, 17–9, 15–23, 17–25                           | Parciales: 23–11, 17–9, 15–23, 17–25 | Parciales: 23–11, 17–9, 15–23, 17–25                                  | |  |
|                     | Estadísticas Dardan Berisha 28 Fisnik Rugova 7 Leonard Mekaj 5 | Reporte Pts Reb Asts                 | Estadísticas 22 Jordan Theodore 4 Gjorgij Chekovski 6 Jordan Theodore | Pabellón: Pallati i Rinise dhe Sporteve Prishtina Asistencia: 2500 espectadores Árbitros: Petar Obradovic Borys Shulga Nikolaos Somos |  |

| 5 de agosto de 2017 | Macedonia del Norte                                                          | 76–80                                 | Estonia                                                 | Skopie |  |
| 20:30 (UTC+2:00)    | Parciales: 29–17, 13–26, 19–20, 15–17                                        | Parciales: 29–17, 13–26, 19–20, 15–17 | Parciales: 29–17, 13–26, 19–20, 15–17                   | |  |
|                     | Estadísticas Vojdan Stojanovski 26 Gjorgij Chekovski 6 Aleksandar Kostoski 5 | Reporte Pts Reb Asts                  | Estadísticas 26 Rain Veideman 8 Janar Talts 5 Sten Sokk | Pabellón: Sports Centre Boris Trajkovski Asistencia: 1500 espectadores Árbitros: Fernando Calatrava Paulo Marques Zdenko Tomasovic |  |

| 9 de agosto de 2017 | Estonia                                                       | 76–50                                | Kosovo                                                         | Tallin |  |
| 18:30 (UTC+3:00)    | Parciales: 17–15, 23–14, 20–12, 16–9                          | Parciales: 17–15, 23–14, 20–12, 16–9 | Parciales: 17–15, 23–14, 20–12, 16–9                           | |  |
|                     | Estadísticas Reinar Hallik 15 Janar Talts 6 Kristjan Kangur 8 | Reporte Pts Reb Asts                 | Estadísticas 11 Erjon Kastrati 6 Alban Veseli 4 Dardan Berisha | Pabellón: Saku Suurhall Asistencia: 3000 espectadores Árbitros: Apostolos Kalpakas Vincent Delestrée Martins Kozlovskis |  |

| 12 de agosto de 2017 | Macedonia del Norte                                                     | 87–74                                 | Kosovo                                                      | Skopie                                                                                        |  |
| 20:30 (UTC+2:00)     | Parciales: 19–22, 21–19, 23–13, 24–20                                   | Parciales: 19–22, 21–19, 23–13, 24–20 | Parciales: 19–22, 21–19, 23–13, 24–20                       |                                                                                               |  |
|                      | Estadísticas Jordan Theodore 24 Jordan Theodore 9 Aleksandar Kostoski 5 | Reporte Pts Reb Asts                  | Estadísticas 17 Fisnik Rugova 6 Lis Shoshi 7 Dardan Berisha | Pabellón: Sports Centre Boris Trajkovski Árbitros: Tolga Sahin Marius Ciulin Dariusz Zapolski |  |

| 16 de agosto de 2017 | Estonia                                                      | 74–65                                 | Macedonia del Norte                                                    | Tallin |  |
| 18:30 (UTC+3:00)     | Parciales: 16–18, 25–23, 13–14, 20–10                        | Parciales: 16–18, 25–23, 13–14, 20–10 | Parciales: 16–18, 25–23, 13–14, 20–10                                  | |  |
|                      | Estadísticas Sten Sokk 15 Kristjan Kangur 12 Rain Veideman 4 | Reporte Pts Reb Asts                  | Estadísticas 19 Jordan Theodore 8 Vojdan Stojanovski 6 Jordan Theodore | Pabellón: Saku Suurhall Asistencia: 3500 espectadores Árbitros: Tomas Jasevicius Juris Kokainis Manuel Mazzoni |  |

| 19 de agosto de 2017 | Kosovo                                                        | 75–69                                 | Estonia                                                       | Pristina |  |
| 20:15 (UTC+2:00)     | Parciales: 24–22, 11–16, 19–14, 21–17                         | Parciales: 24–22, 11–16, 19–14, 21–17 | Parciales: 24–22, 11–16, 19–14, 21–17                         | |  |
|                      | Estadísticas Dardan Berisha 28 Lis Shoshi 10 Dardan Berisha 6 | Reporte Pts Reb Asts                  | Estadísticas 13 Janari Joesaar 5 Janar Talts 5 Martin Paasoja | Pabellón: Pallati i Rinise dhe Sporteve Prishtina Asistencia: 2500 espectadores Árbitros: Marko Vuckovic Markos Michaelides Ventsislav Velikov |  |

### Grupo D
| Pos | Equipo      | PJ | PG | PP | PF  | PC  | Dif | Pts | Notas                                                        |
| --- | ----------- | -- | -- | -- | --- | --- | --- | --- | ------------------------------------------------------------ |
| 1   | Bulgaria    | 4  | 4  | 0  | 335 | 274 | 61  | 8   | Acceso a la primera ronda                                    |
| 2   | Bielorrusia | 4  | 1  | 3  | 294 | 316 | -22 | 5   | Acceso a la primera ronda                                    |
| 3   | Portugal    | 4  | 1  | 3  | 290 | 329 | -39 | 5   | Acceso a la 1.º ronda pre-clasificatoria del Eurobasket 2021 |

| 2 de agosto de 2017 | Portugal                                                   | 71–82                                 | Bulgaria                                                              | Sines |  |
| 18:30 (UTC+1:00)    | Parciales: 16–26, 10–25, 24–20, 21–11                      | Parciales: 16–26, 10–25, 24–20, 21–11 | Parciales: 16–26, 10–25, 24–20, 21–11                                 | |  |
|                     | Estadísticas Jose Barbosa 11 Stefan Djukic 6 Pedro Pinto 2 | Reporte Pts Reb Asts                  | Estadísticas 23 Dee Bost 13 Aleksandar Vezenkov 5 Aleksandar Vezenkov | Pabellón: Pavilhao dos Desportos de Sines Asistencia: 2000 espectadores Árbitros: Vicente Bultó Lorenzo Baldini Janusz Calik |  |

| 5 de agosto de 2017 | Bulgaria                                                                | 78–68                                 | Bielorrusia                                                                   | Botevgrad |  |
| 18:00 (UTC+3:00)    | Parciales: 22–14, 13–15, 22–18, 21–21                                   | Parciales: 22–14, 13–15, 22–18, 21–21 | Parciales: 22–14, 13–15, 22–18, 21–21                                         | |  |
|                     | Estadísticas Pavel Marinov 22 Aleksandar Vezenkov 15 Stanimir Marinov 5 | Reporte Pts Reb Asts                  | Estadísticas 19 Vitali Liutych 11 Dzmitry Paliashchuk 4 Aliaksandr Kudrautsau | Pabellón: Arena Botevgrad Asistencia: 2000 espectadores Árbitros: Petar Obradovic Erez Gurion Zoran MIitrovski |  |

| 9 de agosto de 2017 | Bielorrusia                                                                       | 78–75                                 | Portugal                                                      | Minsk |  |
| 19:00 (UTC+3:00)    | Parciales: 26–10, 10–23, 17–16, 25–26                                             | Parciales: 26–10, 10–23, 17–16, 25–26 | Parciales: 26–10, 10–23, 17–16, 25–26                         | |  |
|                     | Estadísticas Artsiom Parakhouski 16 Artsiom Parakhouski 9 Siarhei Vabishchevich 6 | Reporte Pts Reb Asts                  | Estadísticas 18 Tomas Barroso 6 Arnette Hallman 5 Pedro Pinto | Pabellón: Palace of Sports Asistencia: 2000 espectadores Árbitros: Marius Ciulin Gintaras Vitkauskas Yener Yilmaz |  |

| 12 de agosto de 2017 | Bulgaria                                                                     | 91–65                                 | Portugal                                                | Botevgrad |  |
| 18:00 (UTC+3:00)     | Parciales: 28–11, 26–18, 22–19, 15–17                                        | Parciales: 28–11, 26–18, 22–19, 15–17 | Parciales: 28–11, 26–18, 22–19, 15–17                   | |  |
|                      | Estadísticas Aleksandar Vezenkov 21 Aleksandar Georgiev 8 Stanimir Marinov 7 | Reporte Pts Reb Asts                  | Estadísticas 16 Fabio Lima 5 Fabio Lima 4 Nuno Oliveira | Pabellón: Arena Botevgrad Asistencia: 2300 espectadores Árbitros: Panagiotis Anastopoulos Ernad Karovic Ciprian Stoica |  |

| 16 de agosto de 2017 | Bielorrusia                                                                   | 70–84                                 | Bulgaria                                                        | Minsk |  |
| 19:00 (UTC+3:00)     | Parciales: 15–21, 23–25, 22–19, 10–19                                         | Parciales: 15–21, 23–25, 22–19, 10–19 | Parciales: 15–21, 23–25, 22–19, 10–19                           | |  |
|                      | Estadísticas Vitali Liutych 18 Aliaksandr Semianiuk 9 Aliaksandr Kudrautsau 2 | Reporte Pts Reb Asts                  | Estadísticas 21 Chavdar Kostov 7 Aleksandar Vezenkov 6 Dee Bost | Pabellón: Palace of Sports Asistencia: 1800 espectadores Árbitros: Srdan Dozai Sasa Maricic Tanel Suslov |  |

| 19 de agosto de 2017 | Portugal                                                | 79–78                                               | Bielorrusia                                                                   | Coímbra                                                                                       |  |
| 18:30 (UTC+1:00)     | Parciales: 23–22, 19–15, 10–14, 15–16 (T.E.: 12–11)     | Parciales: 23–22, 19–15, 10–14, 15–16 (T.E.: 12–11) | Parciales: 23–22, 19–15, 10–14, 15–16 (T.E.: 12–11)                           |                                                                                               |  |
|                      | Estadísticas Fabio Lima 16 Fabio Lima 6 Nuno Oliveira 7 | Reporte Pts Reb Asts                                | Estadísticas 18 Vitali Liutych 17 Artsiom Parakhouski 5 Aliaksandr Kudrautsau | Pabellón: Multisports Hall Dr. Mario Mexia Árbitros: Antonio Conde Manuel Mazzoni Yohan Rosso |  |

## Proceso clasificatorio, primera fase

### Grupo A
| Pos | Equipo      | PJ | PG | PP | PF  | PC  | Dif | Pts | Notas                                                        |
| --- | ----------- | -- | -- | -- | --- | --- | --- | --- | ------------------------------------------------------------ |
| 1   | España      | 6  | 6  | 0  | 497 | 431 | 66  | 12  | Acceso a la segunda ronda                                    |
| 2   | Montenegro  | 6  | 3  | 3  | 454 | 443 | 11  | 9   | Acceso a la segunda ronda                                    |
| 3   | Eslovenia   | 6  | 2  | 4  | 484 | 492 | -8  | 8   | Acceso a la segunda ronda                                    |
| 4   | Bielorrusia | 6  | 1  | 5  | 445 | 514 | -69 | 7   | Acceso a la 2.º ronda pre-clasificatoria del Eurobasket 2021 |

Primera ventana
| 24 de noviembre de 2017 | Montenegro                                              | 66–79                                 | España                                          | Podgorica |  |
| 20:00 (UTC+2)           | Parciales: 15–15, 14–23, 12–20, 25–21                   | Parciales: 15–15, 14–23, 12–20, 25–21 | Parciales: 15–15, 14–23, 12–20, 25–21           | |  |
|                         | Estadísticas N. Ivanovic 10 N. Ivanovic 5 N. Ivanovic 8 | Reporte Pts Reb Asts                  | Estadísticas 15 F. Vázquez 9 J. Saiz 4 J. Colom | Pabellón: Sports Center Moraca Asistencia: 3600 espectadores Árbitros: Panagiotis Anastopoulos Lorenzo Baldini Marek Maliszewski |  |

| 24 de noviembre de 2017 | Eslovenia                                           | 87–74                                 | Bielorrusia                                                   | Liubliana                                                                                                |  |
| 20:30 (UTC+2)           | Parciales: 22–12, 20–12, 25–27, 20–23               | Parciales: 22–12, 20–12, 25–27, 20–23 | Parciales: 22–12, 20–12, 25–27, 20–23                         | |  |
|                         | Estadísticas V. Cancar 20 G. Vidmar 9 K. Prepelic 8 | Reporte Pts Reb Asts                  | Estadísticas 14 M. Wayns 9 M. Meshcharakou 6 S. Vabishchevich | Pabellón: Arena Stožice Asistencia: 7000 espectadores Árbitros: Tolga Sahin Anastasios Manos Michal Proc |  |

| 26 de noviembre de 2017 | Bielorrusia                                          | 67–91                                 | Montenegro                                            | Minsk |  |
| 19:30 (UTC+3)           | Parciales: 16–24, 15–31, 18–14, 18–22                | Parciales: 16–24, 15–31, 18–14, 18–22 | Parciales: 16–24, 15–31, 18–14, 18–22                 | |  |
|                         | Estadísticas V. Liutych 18 A. Semianiuk 9 M. Wayns 3 | Reporte Pts Reb Asts                  | Estadísticas 19 N. Radovic 10 B. Sekulic 5 N. Vranjes | Pabellón: Palace of Sports Asistencia: 2000 espectadores Árbitros: Saverio Lanzarini Oskars Lucis Vilius Maciulaitis |  |

| 26 de noviembre de 2017 | España                                          | 92–84                                 | Eslovenia                                             | Burgos |  |
| 19:30 (UTC+1)           | Parciales: 20–21, 24–17, 29–27, 19–19           | Parciales: 20–21, 24–17, 29–27, 19–19 | Parciales: 20–21, 24–17, 29–27, 19–19                 | |  |
|                         | Estadísticas J. Colom 25 I. Llovet 5 J. Colom 9 | Reporte Pts Reb Asts                  | Estadísticas 27 K. Prepelic 7 G. Vidmar 6 K. Prepelic | Pabellón: Coliseum Burgos Asistencia: 7500 espectadores Árbitros: Manuel Mazzoni Gentian Cici Tomas Jasevicius |  |

Segunda ventana
| 23 de febrero de 2018 | Bielorrusia                                                | 82–84                                 | España                                                | Minsk |  |
| 19:30 (UTC+3)         | Parciales: 15–25, 19–15, 25–23, 23–21                      | Parciales: 15–25, 19–15, 25–23, 23–21 | Parciales: 15–25, 19–15, 25–23, 23–21                 | |  |
|                       | Estadísticas A. Kudrautsau 18 A. Vashkevich 8 D. Saddler 7 | Reporte Pts Reb Asts                  | Estadísticas 17 Q. Colom 6 F. Vázquez 5 R. San Miguel | Pabellón: Palace of Sports Asistencia: 3000 espectadores Árbitros: Srdan Dozai Marius Ciulin Petar Obradovic |  |

| 23 de febrero de 2018 | Montenegro                                           | 63–75                                 | Eslovenia                                             | Podgorica |  |
| 20:00 (UTC+1)         | Parciales: 13–16, 16–16, 22–23, 12–20                | Parciales: 13–16, 16–16, 22–23, 12–20 | Parciales: 13–16, 16–16, 22–23, 12–20                 | |  |
|                       | Estadísticas Z. Nikolic 15 S. Sehovic 5 D. Needham 7 | Reporte Pts Reb Asts                  | Estadísticas 19 K. Prepelic 9 G. Vidmar 5 K. Prepelic | Pabellón: Sports Center Moraca Asistencia: 2800 espectadores Árbitros: Yohan Rosso Janusz Calik Yener Yilmaz |  |

| 26 de febrero de 2018 | Bielorrusia                                          | 93–92                                 | Eslovenia                                       | Minsk |  |
| 19:30 (UTC+3)         | Parciales: 26–24, 20–23, 29–27, 18–18                | Parciales: 26–24, 20–23, 29–27, 18–18 | Parciales: 26–24, 20–23, 29–27, 18–18           | |  |
|                       | Estadísticas D. Saddler 25 M. Salash 10 D. Saddler 8 | Reporte Pts Reb Asts                  | Estadísticas 27 J. Blažič 7 M. Rebec 6 M. Rebec | Pabellón: Palace of Sports Asistencia: 2500 espectadores Árbitros: Manuel Mazzoni Andris Aunkrogers Georgios Poursanidis |  |

| 26 de febrero de 2018 | España                                          | 79–67                                 | Montenegro                                            | Zaragoza |  |
| 19:00 (UTC+1)         | Parciales: 23–17, 23–22, 18–14, 15–14           | Parciales: 23–17, 23–22, 18–14, 15–14 | Parciales: 23–17, 23–22, 18–14, 15–14                 | |  |
|                       | Estadísticas P. Aguilar 16 S. Saiz 6 Q. Colom 9 | Reporte Pts Reb Asts                  | Estadísticas 13 Z. Nikolic 8 Z. Nikolic 7 N. Ivanovic | Pabellón: Pabellón Príncipe Felipe Asistencia: 8573 espectadores Árbitros: Tolga Sahin Martin Horozov Wojciech Liszka |  |

Tercera ventana
| 28 de junio de 2018 | Eslovenia                                         | 72–83                                 | España                                         | Liubliana                                                                                 |  |
| 20:00 (UTC+2)       | Parciales: 20–26, 17–19, 13–15, 22–23             | Parciales: 20–26, 17–19, 13–15, 22–23 | Parciales: 20–26, 17–19, 13–15, 22–23          |                                                                                           |  |
|                     | Estadísticas J. Blazic 18 E. Muric 7 A. Nikolic 6 | Reporte Pts Reb Asts                  | Estadísticas 16 J. Colom 11 S. Saiz 5 J. Colom | Pabellón: Arena Stožice Árbitros: Panagiotis Anastopoulos Gintaras Vitkauskas Yohan Rosso |  |

| 28 de junio de 2018 | Montenegro                                                         | 80–69                                 | Bielorrusia                                                   | Nikšić                                                                         |  |
| 21:00 (UTC+2)       | Parciales: 21–22, 12–10, 28–15, 19–22                              | Parciales: 21–22, 12–10, 28–15, 19–22 | Parciales: 21–22, 12–10, 28–15, 19–22                         |                                                                                |  |
|                     | Estadísticas M. Bjelica 18 N. Djurisic 6 D. Needham y A. Popovic 3 | Reporte Pts Reb Asts                  | Estadísticas 15 A. Parakhouski 11 A. Parakhouski 6 D. Saddler | Pabellón: SC Nikšić Árbitros: Saverio Lanzarini Markos Michaelides Michal Proc |  |

| 1 de julio de 2018 | España                                                  | 80–60                                 | Bielorrusia                                         | Málaga |  |
| 18:30 (UTC+2)      | Parciales: 19–15, 19–13, 22–14, 20–18                   | Parciales: 19–15, 19–13, 22–14, 20–18 | Parciales: 19–15, 19–13, 22–14, 20–18               | |  |
|                    | Estadísticas J. Hernangomez 11 F. Vázquez 8 J. Beirán 4 | Reporte Pts Reb Asts                  | Estadísticas 18 D. Saddler 6 M. Salash 6 D. Saddler | Pabellón: Palacio de Deportes José María Martín Carpena Árbitros: Petar Obradovic Janusz Calik Tomislav Vovk |  |

| 1 de julio de 2018 | Eslovenia                                                                                | 74–87                                 | Montenegro                                              | Liubliana                                                                           |  |
| 20:00 (UTC+2)      | Parciales: 14–24, 25–22, 17–12, 18–29                                                    | Parciales: 14–24, 25–22, 17–12, 18–29 | Parciales: 14–24, 25–22, 17–12, 18–29                   |                                                                                     |  |
|                    | Estadísticas L. Rupnik, K. Prepelic y V. Cancar 15 V. Cancar 8 K. Prepelic y J. Blazic 4 | Reporte Pts Reb Asts                  | Estadísticas 23 N. Djurisic 11 M. Bjelica 6 N. Ivanovic | Pabellón: Arena Stožice Árbitros: Georgios Poursanidis Tanel Suslov Lorenzo Baldini |  |

### Grupo B
| Pos | Equipo  | PJ | PG | PP | PF  | PC  | Dif | Pts | Notas                                                        |
| --- | ------- | -- | -- | -- | --- | --- | --- | --- | ------------------------------------------------------------ |
| 1   | Turquía | 6  | 4  | 2  | 437 | 389 | 48  | 10  | Acceso a la segunda ronda                                    |
| 2   | Letonia | 6  | 4  | 2  | 477 | 453 | 24  | 10  | Acceso a la segunda ronda                                    |
| 3   | Ucrania | 6  | 3  | 3  | 440 | 450 | -10 | 9   | Acceso a la segunda ronda                                    |
| 4   | Suecia  | 6  | 1  | 5  | 398 | 460 | -62 | 7   | Acceso a la 2.º ronda pre-clasificatoria del Eurobasket 2021 |

Primera ventana
| 23 de noviembre de 2017 | Turquía                                              | 85–73                                 | Letonia                                            | Bursa |  |
| 19:00 (UTC+3)           | Parciales: 14–20, 23–14, 30–20, 18–19                | Parciales: 14–20, 23–14, 30–20, 18–19 | Parciales: 14–20, 23–14, 30–20, 18–19              | |  |
|                         | Estadísticas M. Mahmutoglu 24 J. Birsen 8 B. Ermis 9 | Reporte Pts Reb Asts                  | Estadísticas 25 Z. Peiners 6 Z. Peiners 7 A. Skele | Pabellón: Tofas Nilüfer Spor Salonu Asistencia: 6523 espectadores Árbitros: Srdan Dozai Janusz Calik Aleksandar Glisic |  |

| 23 de noviembre de 2017 | Suecia                                                       | 76–84                                 | Ucrania                                                | Norrköping                                                                                                   |  |
| 19:00 (UTC+1)           | Parciales: 22–25, 12–28, 19–16, 23–15                        | Parciales: 22–25, 12–28, 19–16, 23–15 | Parciales: 22–25, 12–28, 19–16, 23–15                  | |  |
|                         | Estadísticas C. Czerapowicz 26 C. Gaddefors 9 C. Gaddefors 5 | Reporte Pts Reb Asts                  | Estadísticas 17 V. Kravtsov 4 O. Riabchuck 4 S. Gladyr | Pabellón: Stadium Arena Asistencia: 2638 espectadores Árbitros: Tomas Jasevicius Petr Hrusa Dariusz Zapolski |  |

| 26 de noviembre de 2017 | Letonia                                            | 82–73                                 | Suecia                                            | Riga |  |
| 17:00 (UTC+2)           | Parciales: 24–25, 18–16, 22–22, 18–10              | Parciales: 24–25, 18–16, 22–22, 18–10 | Parciales: 24–25, 18–16, 22–22, 18–10             | |  |
|                         | Estadísticas Z. Peiners 18 R. Smits 6 Z. Peiners 8 | Reporte Pts Reb Asts                  | Estadísticas 14 T. Borg 6 N. Spires 4 L. Hakanson | Pabellón: Arena Riga Asistencia: 6500 espectadores Árbitros: Nicolas Maestre Alexey Davydov Tanel Suslov |  |

| 26 de noviembre de 2017 | Ucrania                                             | 60–67                                 | Turquía                                         | Kiev |  |
| 18:00 (UTC+2)           | Parciales: 12–16, 16–11, 15–15, 17–25               | Parciales: 12–16, 16–11, 15–15, 17–25 | Parciales: 12–16, 16–11, 15–15, 17–25           | |  |
|                         | Estadísticas S. Gladyr 20 S. Gladyr 7 D. Lukashov 5 | Reporte Pts Reb Asts                  | Estadísticas 15 T. Geçim 6 J. Birsen 8 B. Ermis | Pabellón: Palacio de los deportes de Kiev Asistencia: 6300 espectadores Árbitros: Antonio Conde Lorenzo Baldini Erez Gurion |  |

Segunda ventana
| 23 de febrero de 2018 | Letonia                                          | 68–82                                 | Ucrania                                                | Riga |  |
| 19:30 (UTC+2)         | Parciales: 13–24, 17–16, 22–19, 16–23            | Parciales: 13–24, 17–16, 22–19, 16–23 | Parciales: 13–24, 17–16, 22–19, 16–23                  | |  |
|                       | Estadísticas J. Blums 24 Z. Peiners 6 J. Blums 7 | Reporte Pts Reb Asts                  | Estadísticas 22 V. Kravtsov 13 V. Kravtsov 6 V. Koniev | Pabellón: Arena Riga Asistencia: 6500 espectadores Árbitros: Marek Cmikiewicz Anastasios Manos Sasa Maricic |  |

| 23 de febrero de 2018 | Suecia                                                  | 59–58                                | Turquía                                                   | Estocolmo                                                                                         |  |
| 19:00 (UTC+1)         | Parciales: 15–13, 14–16, 21–10, 9–19                    | Parciales: 15–13, 14–16, 21–10, 9–19 | Parciales: 15–13, 14–16, 21–10, 9–19                      |                                                                                                   |  |
|                       | Estadísticas N. Spires 16 V. Gaddefors 12 T. Massamba 4 | Reporte Pts Reb Asts                 | Estadísticas 12 M. Mahmutoglu 6 A. Muhammed 6 A. Muhammed | Pabellón: Hovet Asistencia: 8045 espectadores Árbitros: Vicente Bultó Oskars Lucis Ciprian Stoica |  |

| 26 de febrero de 2018 | Ucrania                                             | 77–66                               | Suecia                                               | Kiev |  |
| 19:00 (UTC+2)         | Parciales: 26–25, 25–7, 9–12, 17–22                 | Parciales: 26–25, 25–7, 9–12, 17–22 | Parciales: 26–25, 25–7, 9–12, 17–22                  | |  |
|                       | Estadísticas I. Zaytsev 13 V. Kravtsov 7 E. Jeter 6 | Reporte Pts Reb Asts                | Estadísticas 13 T. Massamba 5 S. Birgander 3 T. Borg | Pabellón: Palacio de los deportes de Kiev Asistencia: 6500 espectadores Árbitros: Ademir Zurapovic Jasmina Juras Zdenko Tomasovic |  |

| 26 de febrero de 2018 | Letonia                                        | 79–70                                 | Turquía                                               | Riga |  |
| 19:30 (UTC+2)         | Parciales: 14–21, 18–15, 25–18, 22–16          | Parciales: 14–21, 18–15, 25–18, 22–16 | Parciales: 14–21, 18–15, 25–18, 22–16                 | |  |
|                       | Estadísticas R. Smits 13 R. Smits 7 J. Blums 6 | Reporte Pts Reb Asts                  | Estadísticas 23 A. Muhammed 13 F. Aldemir 3 K. Sipahi | Pabellón: Arena Riga Asistencia: 6000 espectadores Árbitros: Marius Ciulin Fernando Calatrava Michal Proc |  |

Tercera ventana
| 28 de junio de 2018 | Suecia                                                      | 72–82                                | Letonia                                                | Estocolmo                                                              |  |
| 18:30 (UTC+2)       | Parciales: 16–16, 26–31, 8–13, 22–22                        | Parciales: 16–16, 26–31, 8–13, 22–22 | Parciales: 16–16, 26–31, 8–13, 22–22                   |                                                                        |  |
|                     | Estadísticas L. Hakanson 15 C. Czerapowicz 11 L. Hakanson 6 | Reporte Pts Reb Asts                 | Estadísticas 27 J. Strelnieks 5 O. Silins 4 Z. Peiners | Pabellón: Hovet Árbitros: Petar Obradovic Alexey Davydovy Sasa Maricic |  |

| 28 de junio de 2018 | Turquía                                                      | 80–66                                 | Ucrania                                            | Ankara                                                                                      |  |
| 20:00 (UTC+3)       | Parciales: 15–28, 36–12, 10–11, 19–15                        | Parciales: 15–28, 36–12, 10–11, 19–15 | Parciales: 15–28, 36–12, 10–11, 19–15              |                                                                                             |  |
|                     | Estadísticas F. Korkmaz 21 Varios 5 S. Erden y S. Wilbekin 4 | Reporte Pts Reb Asts                  | Estadísticas 17 S. Gladyr 5 V. Kravtsov 4 E. Jeter | Pabellón: Ankara Spor Salonu Árbitros: Aleksandar Glisic Aleksandar Milojevic Tomislav Vovk |  |

| 1 de julio de 2018 | Ucrania                                                 | 71–93                                 | Letonia                                                   | Kiev                                                                                                   |  |
| 16:00 (UTC+3)      | Parciales: 12–16, 22–25, 18–32, 19–20                   | Parciales: 12–16, 22–25, 18–32, 19–20 | Parciales: 12–16, 22–25, 18–32, 19–20                     | |  |
|                    | Estadísticas V. Kravtsov 15 V. Kravtsov 8 D. Lukashov 6 | Reporte Pts Reb Asts                  | Estadísticas 26 J. Strelnieks 7 M. Meiers 9 J. Strelnieks | Pabellón: Palacio de los deportes de Kiev Árbitros: Gintaras Vitkauskas Haris Bijedic Sebastien Clivaz |  |

| 1 de julio de 2018 | Turquía                                            | 77–52                                 | Suecia                                                      | Ankara                                                                                |  |
| 18:00 (UTC+3)      | Parciales: 17–15, 22–10, 25–16, 13–11              | Parciales: 17–15, 22–10, 25–16, 13–11 | Parciales: 17–15, 22–10, 25–16, 13–11                       |                                                                                       |  |
|                    | Estadísticas F. Korkmaz 23 C. Osman 11 D. Balbay 5 | Reporte Pts Reb Asts                  | Estadísticas 21 C. Czerapowicz 8 S. Birgander 4 T. Massamba | Pabellón: Ankara Spor Salonu Árbitros: Saverio Lanzarini Nicolas Maestre Ivor Matejek |  |

### Grupo C
| Pos | Equipo   | PJ | PG | PP | PF  | PC  | Dif  | Pts | Notas                                                        |
| --- | -------- | -- | -- | -- | --- | --- | ---- | --- | ------------------------------------------------------------ |
| 1   | Lituania | 6  | 6  | 0  | 512 | 352 | 160  | 12  | Acceso a la segunda ronda                                    |
| 2   | Polonia  | 6  | 3  | 3  | 436 | 410 | 26   | 9   | Acceso a la segunda ronda                                    |
| 3   | Hungría  | 6  | 3  | 3  | 414 | 421 | -7   | 9   | Acceso a la segunda ronda                                    |
| 4   | Kosovo   | 6  | 0  | 6  | 384 | 563 | -179 | 6   | Acceso a la 2.º ronda pre-clasificatoria del Eurobasket 2021 |

Primera ventana
| 23 de noviembre de 2017 | Polonia                                                | 70–60                                | Hungría                                         | Bydgoszcz |  |
| 18:15 (UTC+1)           | Parciales: 14–16, 8–13, 17–11, 31–20                   | Parciales: 14–16, 8–13, 17–11, 31–20 | Parciales: 14–16, 8–13, 17–11, 31–20            | |  |
|                         | Estadísticas M. Ponitka 17 M. Ponitka 7 K. Laczynski 6 | Reporte Pts Reb Asts                 | Estadísticas 18 Z. Perl 7 D. Vojvoda 3 A. Rujak | Pabellón: Łuczniczka Asistencia: 4200 espectadores Árbitros: Apostolos Kalpakas Martins Kozlovskis Marek Kukelcik |  |

| 23 de noviembre de 2017 | Kosovo                                              | 61–99                                 | Lituania                                                    | Pristina |  |
| 19:00 (UTC+1)           | Parciales: 21–20, 14–15, 12–25, 14–39               | Parciales: 21–20, 14–15, 12–25, 14–39 | Parciales: 21–20, 14–15, 12–25, 14–39                       | |  |
|                         | Estadísticas D. Berisha 19 F. Rugova 4 D. Berisha 5 | Reporte Pts Reb Asts                  | Estadísticas 16 A. Juskevicius 8 D. Gailius 7 M. Girdžiūnas | Pabellón: Pallati i Rinise dhe Sporteve Prishtina Asistencia: 2200 espectadores Árbitros: Luis Castillo Boris Krejic Ventsislav Velikov |  |

| 26 de noviembre de 2017 | Lituania                                                | 75–55                                | Polonia                                                       | Klaipeda |  |
| 19:30 (UTC+2)           | Parciales: 13–17, 25–8, 18–14, 19–16                    | Parciales: 13–17, 25–8, 18–14, 19–16 | Parciales: 13–17, 25–8, 18–14, 19–16                          | |  |
|                         | Estadísticas E. Bendzius 18 E. Kairys 7 M. Girdžiūnas 3 | Reporte Pts Reb Asts                 | Estadísticas 12 Ł. Koszarek 7 J. Wojciechowski 3 K. Laczynski | Pabellón: Švyturio Arena Asistencia: 5200 espectadores Árbitros: Andris Aunkrogers Martin Horozov Arnis Ozols |  |

| 26 de noviembre de 2017 | Hungría                                              | 84–76                                 | Kosovo                                                | Debrecen |  |
| 19:00 (UTC+1)           | Parciales: 20–21, 15–15, 24–15, 25–25                | Parciales: 20–21, 15–15, 24–15, 25–25 | Parciales: 20–21, 15–15, 24–15, 25–25                 | |  |
|                         | Estadísticas D. Vojvoda 20 R. Allen 10 K. Wittmann 6 | Reporte Pts Reb Asts                  | Estadísticas 22 D. Berisha 11 L. Shoshi 4 S. Bamforth | Pabellón: Fönix Hall Asistencia: 5145 espectadores Árbitros: Ademir Zurapovic Anastasios Piloidis Andrei Sharapa |  |

Segunda ventana
| 23 de febrero de 2018 | Lituania                                                | 80–75                                 | Hungría                                       | Klaipeda |  |
| 19:45 (UTC+2)         | Parciales: 19–19, 22–18, 16–16, 23–22                   | Parciales: 19–19, 22–18, 16–16, 23–22 | Parciales: 19–19, 22–18, 16–16, 23–22         | |  |
|                       | Estadísticas M. Grigonis 13 E. Kairys 7 Z. Janavicius 5 | Reporte Pts Reb Asts                  | Estadísticas 17 R. Allen 7 Z. Perl 5 A. Rujak | Pabellón: Švyturio Arena Asistencia: 3800 espectadores Árbitros: Sergiy Zashchuk Pavel Fuska Zdravko Rutesic |  |

| 23 de febrero de 2018 | Polonia                                             | 90–62                                 | Kosovo                                             | Wloclawek                                                                                              |  |
| 19:00 (UTC+1)         | Parciales: 20–12, 28–14, 26–19, 16–17               | Parciales: 20–12, 28–14, 26–19, 16–17 | Parciales: 20–12, 28–14, 26–19, 16–17              | |  |
|                       | Estadísticas K. Gruszecki 18 A. Cel 7 L. Koszarek 5 | Reporte Pts Reb Asts                  | Estadísticas 23 D. Berisha 9 S. Jones 4 D. Berisha | Pabellón: Hala Mistrzów Asistencia: 3421 espectadores Árbitros: Zafer Yilmaz Ivor Matejek Özlem Yalman |  |

| 26 de febrero de 2018 | Lituania                                                 | 106–50                               | Kosovo                                         | Klaipeda |  |
| 19:30 (UTC+2)         | Parciales: 28–19, 20–8, 26–12, 32–11                     | Parciales: 28–19, 20–8, 26–12, 32–11 | Parciales: 28–19, 20–8, 26–12, 32–11           | |  |
|                       | Estadísticas E. Bendzius 22 M. Echodas 8 M. Girdžiūnas 9 | Reporte Pts Reb Asts                 | Estadísticas 23 S. Jones 6 S. Jones 4 L. Mekaj | Pabellón: Švyturio Arena Asistencia: 2500 espectadores Árbitros: Apostolos Kalpakas Marek Kukelcik Paulo Marques |  |

| 26 de febrero de 2018 | Hungría                                      | 64–57                                | Polonia                                                | Szombathely |  |
| 20:00 (UTC+1)         | Parciales: 12–14, 20–18, 24–12, 8–13         | Parciales: 12–14, 20–18, 24–12, 8–13 | Parciales: 12–14, 20–18, 24–12, 8–13                   | |  |
|                       | Estadísticas Z. Perl 16 R. Allen 5 Z. Perl 3 | Reporte Pts Reb Asts                 | Estadísticas 20 M. Ponitka 7 M. Ponitka 3 P. Karnowski | Pabellón: Arena Savaria Asistencia: 3200 espectadores Árbitros: Aleksandar Glisic Alexey Davydov Tomislav Vovk |  |

Tercera ventana
| 28 de junio de 2018 | Polonia                                                                           | 61–79                                | Lituania                                                                | Gdansk                                                                   |  |
| 19:00 (UTC+2)       | Parciales: 17–14, 8–22, 22–17, 14–26                                              | Parciales: 17–14, 8–22, 22–17, 14–26 | Parciales: 17–14, 8–22, 22–17, 14–26                                    |                                                                          |  |
|                     | Estadísticas M. Ponitka 16 M. Ponitka y A. Waczynski 5 L. Koszarek y M. Ponitka 4 | Reporte Pts Reb Asts                 | Estadísticas 17 D. Sabonis 7 D. Sabonis y J. Valanciunas 9 M. Kalnietis | Pabellón: ERGO Arena Árbitros: Ademir Zurapovic Borys Shulga Arnis Ozols |  |

| 28 de junio de 2018 | Kosovo                                              | 65–81                                 | Hungría                                                  | Pristina                                                                                      |  |
| 20:30 (UTC+2)       | Parciales: 19–29, 20–10, 13–18, 13–24               | Parciales: 19–29, 20–10, 13–18, 13–24 | Parciales: 19–29, 20–10, 13–18, 13–24                    |                                                                                               |  |
|                     | Estadísticas D. Berisha 17 E. Grosha 6 D. Berisha 9 | Reporte Pts Reb Asts                  | Estadísticas 17 D. Vojvoda 8 J. Eilingsfeld 6 D. Vojvoda | Pabellón: Pallati i Rinise dhe Sporteve Árbitros: Nicolas Maestre Sergiy Chebyshev Petr Hrusa |  |

| 1 de julio de 2018 | Hungría                                         | 50–73                                 | Lituania                                                     | Budapest                                                                      |  |
| 20:00 (UTC+2)      | Parciales: 14–19, 10–18, 13-18, 13-18           | Parciales: 14–19, 10–18, 13-18, 13-18 | Parciales: 14–19, 10–18, 13-18, 13-18                        |                                                                               |  |
|                    | Estadísticas A. Keller 12 R. Allen 7 A. Ruják 4 | Reporte Pts Reb Asts                  | Estadísticas 15 J. Valančiūnas 13 A. Gudaitis 5 M. Kalnietis | Pabellón: Tüskecsarnok Árbitros: Vicente Bulto Markos Michaelides Yohan Rosso |  |

| 1 de julio de 2018 | Kosovo                                               | 70–103                                | Polonia                                                 | Pristina                                                                                     |  |
| 20:30 (UTC+2)      | Parciales: 23–30, 11–27, 25–23, 11–23                | Parciales: 23–30, 11–27, 25–23, 11–23 | Parciales: 23–30, 11–27, 25–23, 11–23                   |                                                                                              |  |
|                    | Estadísticas E. Kastrati 21 D. Kapiti 7 D. Berisha 6 | Reporte Pts Reb Asts                  | Estadísticas 21 K. Gruszecki 10 M. Lampe 11 L. Koszarek | Pabellón: Pallati i Rinise dhe Sporteve Árbitros: Zafer Yılmaz Radomir Vojinović Erez Gurion |  |

### Grupo D
| Pos | Equipo       | PJ | PG | PP | PF  | PC  | Dif | Pts | Notas                                                        |
| --- | ------------ | -- | -- | -- | --- | --- | --- | --- | ------------------------------------------------------------ |
| 1   | Italia       | 6  | 4  | 2  | 474 | 405 | 69  | 10  | Acceso a la segunda ronda                                    |
| 2   | Países Bajos | 6  | 3  | 3  | 434 | 416 | 18  | 9   | Acceso a la segunda ronda                                    |
| 3   | Croacia      | 6  | 3  | 3  | 431 | 419 | 12  | 9   | Acceso a la segunda ronda                                    |
| 4   | Rumania      | 6  | 2  | 4  | 368 | 467 | -99 | 8   | Acceso a la 2.º ronda pre-clasificatoria del Eurobasket 2021 |

Primera ventana
| 23 de noviembre de 2017 | Países Bajos                                      | 68–61                                 | Croacia                                          | Róterdam |  |
| 20:00 (UTC+1)           | Parciales: 18–13, 15–18, 17–17, 18–13             | Parciales: 18–13, 15–18, 17–17, 18–13 | Parciales: 18–13, 15–18, 17–17, 18–13            | |  |
|                         | Estadísticas Y. Franke 24 W. De Jong 6 H. Norel 3 | Reporte Pts Reb Asts                  | Estadísticas 24 Ž. Šakić 8 I. Ramljak 4 T. Katic | Pabellón: Topsportcentrum Róterdam Asistencia: 3008 espectadores Árbitros: Antonio Conde Andris Aunkrogers Markos Michaelides |  |

| 23 de noviembre de 2017 | Italia                                              | 75–70                                 | Rumania                                       | Turín |  |
| 20:15 (UTC+1)           | Parciales: 26–15, 16–13, 17–15, 16–27               | Parciales: 26–15, 16–13, 17–15, 16–27 | Parciales: 26–15, 16–13, 17–15, 16–27         | |  |
|                         | Estadísticas P. Aradori 16 P. Biligha 6 A. Filloy 4 | Reporte Pts Reb Asts                  | Estadísticas 16 E. Cate 8 E. Cate 5 G. Watson | Pabellón: Palaruffini Asistencia: 5000 espectadores Árbitros: Nicolas Maestre Haris Bijedic Uros Nikolic |  |

| 26 de noviembre de 2017 | Croacia                                               | 64–80                                | Italia                                                | Zagreb |  |
| 18:00 (UTC+1)           | Parciales: 23–15, 9–20, 15–25, 17–20                  | Parciales: 23–15, 9–20, 15–25, 17–20 | Parciales: 23–15, 9–20, 15–25, 17–20                  | |  |
|                         | Estadísticas D. Planinic 20 D. Planinic 10 D. Mavra 4 | Reporte Pts Reb Asts                 | Estadísticas 25 A. Della Valle 5 A. Abass 4 A. Filloy | Pabellón: Centro de Baloncesto Dražen Petrović Asistencia: 5000 espectadores Árbitros: Vicente Bultó Panagiotis Anastopoulos Yener Yilmaz |  |

| 26 de noviembre de 2017 | Rumania                                        | 75–68                                 | Países Bajos                                    | Cluj |  |
| 19:00 (UTC+2)           | Parciales: 16–15, 18–12, 20–19, 21–22          | Parciales: 16–15, 18–12, 20–19, 21–22 | Parciales: 16–15, 18–12, 20–19, 21–22           | |  |
|                         | Estadísticas R. Török 13 E. Cate 8 G. Watson 6 | Reporte Pts Reb Asts                  | Estadísticas 14 Y. Franke 7 H. Norel 2 H. Norel | Pabellón: Pabellón polivalente de Cluj-Napoca Asistencia: 5363 espectadores Árbitros: Zafer Yilmaz Jasmina Juras Aleksandar Milojevic |  |

Segunda ventana
| 23 de febrero de 2018 | Croacia                                           | 56–58                                | Rumania                                          | Zadar                                                                                           |  |
| 18:00 (UTC+1)         | Parciales: 16–16, 12–5, 10–16, 18–21              | Parciales: 16–16, 12–5, 10–16, 18–21 | Parciales: 16–16, 12–5, 10–16, 18–21             |                                                                                                 |  |
|                       | Estadísticas H. Peric 19 H. Peric 12 F. Kruslin 3 | Reporte Pts Reb Asts                 | Estadísticas 16 N. Kuti 14 E. Cate 5 A. Mandache | Pabellón: Krešimir Ćosić Hall Árbitros: Georgios Poursanidis Alexey Davydov Gintaras Vitkauskas |  |

| 23 de febrero de 2018 | Italia                                                | 80–62                                 | Países Bajos                                           | Treviso                                                                                                 |  |
| 20:15 (UTC+1)         | Parciales: 26–13, 19–21, 18–14, 17–14                 | Parciales: 26–13, 19–21, 18–14, 17–14 | Parciales: 26–13, 19–21, 18–14, 17–14                  | |  |
|                       | Estadísticas A. Della Valle 22 C. Burns 7 A. Filloy 6 | Reporte Pts Reb Asts                  | Estadísticas 17 R. Schaftenaar 9 C. Kloof 4 W. De Jong | Pabellón: Palaverde Asistencia: 5300 espectadores Árbitros: Tanel Suslov Luis Castillo Sebastien Clivaz |  |

| 26 de febrero de 2018 | Rumania                                     | 50–101                                | Italia                                                | Cluj |  |
| 19:00 (UTC+2)         | Parciales: 12–35, 13–12, 11–29, 14–25       | Parciales: 12–35, 13–12, 11–29, 14–25 | Parciales: 12–35, 13–12, 11–29, 14–25                 | |  |
|                       | Estadísticas E. Cate 15 E. Cate 9 N. Kuti 4 | Reporte Pts Reb Asts                  | Estadísticas 29 A. Della Valle 8 C. Burns 6 A. Filloy | Pabellón: Pabellón polivalente de Cluj-Napoca Asistencia: 5370 espectadores Árbitros: Antonio Conde Sergiy Chebyshev Marko Vladic |  |

| 26 de febrero de 2018 | Croacia                                            | 82–78                                 | Países Bajos                                            | Zadar                                                                                    |  |
| 20:00 (UTC+1)         | Parciales: 25–13, 19–21, 15–26, 23–18              | Parciales: 25–13, 19–21, 15–26, 23–18 | Parciales: 25–13, 19–21, 15–26, 23–18                   |                                                                                          |  |
|                       | Estadísticas Z. Sakic 22 F. Kruslin 7 F. Kruslin 6 | Reporte Pts Reb Asts                  | Estadísticas 20 T. Van der Mars 7 S. Hammink 6 C. Kloof | Pabellón: Krešimir Ćosić Hall Árbitros: Marek Cmikiewicz Gentian Cici Martins Kozlovskis |  |

Tercera ventana
| 28 de junio de 2018 | Países Bajos                                      | 77–52                                 | Rumania                                        | Groninga                                                                |  |
| 20:00 (UTC+2)       | Parciales: 22–12, 11–12, 23–15, 21–13             | Parciales: 22–12, 11–12, 23–15, 21–13 | Parciales: 22–12, 11–12, 23–15, 21–13          |                                                                         |  |
|                     | Estadísticas Y. Franke 18 W. De Jong 7 C. Kloof 6 | Reporte Pts Reb Asts                  | Estadísticas 16 E. Cate 10 E. Cate 4 G. Watson | Pabellón: MartiniPlaza Árbitros: Oskars Lucis Haris Bijedic Erez Gurion |  |

| 28 de junio de 2018 | Italia                                                       | 72–78                                 | Croacia                                                  | Trieste                                                                         |  |
| 20:45 (UTC+2)       | Parciales: 24–21, 15–20, 13–24, 20–13                        | Parciales: 24–21, 15–20, 13–24, 20–13 | Parciales: 24–21, 15–20, 13–24, 20–13                    |                                                                                 |  |
|                     | Estadísticas P. Aradori 15 C. Burns 6 L. Vitali y C. Burns 3 | Reporte Pts Reb Asts                  | Estadísticas 26 B. Bogdanović 9 D. Saric 6 B. Bogdanović | Pabellón: PalaTrieste Árbitros: Vicente Bulto Tanel Suslov Georgios Poursanidis |  |

| 1 de julio de 2018 | Países Bajos                                     | 81–66                                 | Italia                                                        | Groninga                                                                     |  |
| 18:00 (UTC+2)      | Parciales: 19–15, 19–15, 20–19, 23–17            | Parciales: 19–15, 19–15, 20–19, 23–17 | Parciales: 19–15, 19–15, 20–19, 23–17                         |                                                                              |  |
|                    | Estadísticas C. Kloof 21 S. Hammink 8 C. Kloof 3 | Reporte Pts Reb Asts                  | Estadísticas 18 A. Abass 5 A. Abass y B. Sacchetti 2 C. Burns | Pabellón: MartiniPlaza Árbitros: Sergiy Zashchuk Arnis Ozols Zdravko Rutesic |  |

| 1 de julio de 2018 | Rumania                                          | 63–90                                 | Croacia                                                         | Cluj |  |
| 19:00 (UTC+3)      | Parciales: 18–19, 13–25, 16–25, 16–21            | Parciales: 18–19, 13–25, 16–25, 16–21 | Parciales: 18–19, 13–25, 16–25, 16–21                           | |  |
|                    | Estadísticas G. Watson 20 E. Cate 12 G. Watson 8 | Reporte Pts Reb Asts                  | Estadísticas 22 D. Saric 12 D. Saric 5 D. Saric y B. Bogdanović | Pabellón: Pabellón polivalente de Cluj-Napoca Árbitros: Panagiotis Anastopoulos Anastasios Piloidis Yener Yilmaz |  |

### Grupo E
| Pos | Equipo               | PJ | PG | PP | PF  | PC  | Dif | Pts | Notas                                                        |
| --- | -------------------- | -- | -- | -- | --- | --- | --- | --- | ------------------------------------------------------------ |
| 1   | Francia              | 6  | 6  | 0  | 479 | 377 | 102 | 12  | Acceso a la segunda ronda                                    |
| 2   | Rusia                | 6  | 3  | 3  | 458 | 428 | 30  | 9   | Acceso a la segunda ronda                                    |
| 3   | Bosnia y Herzegovina | 6  | 2  | 4  | 400 | 481 | -81 | 8   | Acceso a la segunda ronda                                    |
| 4   | Bélgica              | 6  | 1  | 5  | 392 | 443 | -51 | 7   | Acceso a la 2.º ronda pre-clasificatoria del Eurobasket 2021 |

Primera ventana
| 24 de noviembre de 2017 | Bosnia y Herzegovina                         | 81–76                                 | Rusia                                                | Sarajevo |  |
| 18:45 (UTC+1)           | Parciales: 20–21, 18–17, 22–18, 21–20        | Parciales: 20–21, 18–17, 22–18, 21–20 | Parciales: 20–21, 18–17, 22–18, 21–20                | |  |
|                         | Estadísticas D. Musa 18 D. Musa 7 A. Gegic 4 | Reporte Pts Reb Asts                  | Estadísticas 25 V. Fridzon 7 S. Antonov 6 D. Kulagin | Pabellón: Mirza Delibašić Hall Asistencia: 4500 espectadores Árbitros: Saverio Lanzarini Gentian Cici Ciprian Stoica |  |

| 24 de noviembre de 2017 | Bélgica                                               | 59–70                                | Francia                                           | Amberes |  |
| 20:30 (UTC+1)           | Parciales: 15–13, 23–12, 8–23, 13–22                  | Parciales: 15–13, 23–12, 8–23, 13–22 | Parciales: 15–13, 23–12, 8–23, 13–22              | |  |
|                         | Estadísticas R. Obasohan 16 H. Vanwijn 7 H. Vanwijn 3 | Reporte Pts Reb Asts                 | Estadísticas 14 E. Jackson 6 M. Fall 4 P. Lacombe | Pabellón: Lotto Arena Asistencia: 3124 espectadores Árbitros: Vicente Bultó Tanel Suslov Radomir Vojinovic |  |

| 27 de noviembre de 2017 | Rusia                                                | 76–69                                 | Bélgica                                            | Nizhny Novgorod |  |
| 17:00 (UTC+3)           | Parciales: 16–23, 20–13, 26–11, 14–22                | Parciales: 16–23, 20–13, 26–11, 14–22 | Parciales: 16–23, 20–13, 26–11, 14–22              | |  |
|                         | Estadísticas S. Karasev 14 S. Karasev 6 D. Kulagin 9 | Reporte Pts Reb Asts                  | Estadísticas 17 J. Salumu 8 H. Vanwijn 3 P. Gillet | Pabellón: Cultural Entertainment Complex "Nagorny" Asistencia: 3236 espectadores Árbitros: Apostolos Kalpakas Sasa Maricic Zdravko Rutesic |  |

| 27 de noviembre de 2017 | Francia                                            | 84–65                                 | Bosnia y Herzegovina                               | Ruan |  |
| 20:45 (UTC+1)           | Parciales: 19–12, 20–22, 22–15, 23–16              | Parciales: 19–12, 20–22, 22–15, 23–16 | Parciales: 19–12, 20–22, 22–15, 23–16              | |  |
|                         | Estadísticas L. Labeyrie 13 E. Jackson 8 B. Diaw 6 | Reporte Pts Reb Asts                  | Estadísticas 16 N. Gordic 5 E. Kikanovic 3 D. Musa | Pabellón: Kindarena Asistencia: 5069 espectadores Árbitros: Georgios Poursanidis Fernando Calatrava Wojciech Liszka |  |

Segunda ventana
| 23 de febrero de 2018 | Bosnia y Herzegovina                                 | 72–70                                 | Bélgica                                        | Sarajevo                                                                                          |  |
| 20:00 (UTC+1)         | Parciales: 17–17, 17–11, 11–23, 27–19                | Parciales: 17–17, 17–11, 11–23, 27–19 | Parciales: 17–17, 17–11, 11–23, 27–19          |                                                                                                   |  |
|                       | Estadísticas N. Gordic 17 M. Halilovic 8 N. Gordic 5 | Reporte Pts Reb Asts                  | Estadísticas 19 Q. Serron 9 K. Tumba 6 J. Tabu | Pabellón: Mirza Delibašić Hall Árbitros: Panagiotis Anastopoulos Andris Aunkrogers Martin Horozov |  |

| 23 de febrero de 2018 | Francia                                             | 75–74                                               | Rusia                                               | Strasbourg                                                                                            |  |
| 20:45 (UTC+1)         | Parciales: 12–12, 16–17, 15–12, 18–20 (T.E.: 14–13) | Parciales: 12–12, 16–17, 15–12, 18–20 (T.E.: 14–13) | Parciales: 12–12, 16–17, 15–12, 18–20 (T.E.: 14–13) | |  |
|                       | Estadísticas B. Diaw 23 C. Kahudi 8 A. Albicy 9     | Reporte Pts Reb Asts                                | Estadísticas 17 D. Kulagin 8 A. Zubkov 4 D. Kulagin | Pabellón: Rhenus Sport Asistencia: 5823 espectadores Árbitros: Antonio Conde Boris Krejic Tolga Sahin |  |

| 25 de febrero de 2018 | Rusia                                                 | 70–53                                | Bosnia y Herzegovina                                    | Perm |  |
| 19:00 (UTC+5)         | Parciales: 15–16, 21–16, 21–6, 13–15                  | Parciales: 15–16, 21–16, 21–6, 13–15 | Parciales: 15–16, 21–16, 21–6, 13–15                    | |  |
|                       | Estadísticas V. Fridzon 16 V. Fridzon 8 D. Khvostov 7 | Reporte Pts Reb Asts                 | Estadísticas 26 D. Musa 8 A. Stipanovic 3 A. Stipanovic | Pabellón: Molot Sports Hall Asistencia: 7457 espectadores Árbitros: Vicente Bultó Tomas Jasevicius Anastasios Piloidis |  |

| 25 de febrero de 2018 | Francia                                              | 64–49                                | Bélgica                                             | Nancy |  |
| 15:00 (UTC+1)         | Parciales: 15–14, 15–18, 15–7, 19–10                 | Parciales: 15–14, 15–18, 15–7, 19–10 | Parciales: 15–14, 15–18, 15–7, 19–10                | |  |
|                       | Estadísticas M. Fall 23 H. Invernizzi 8 P. Lacombe 5 | Reporte Pts Reb Asts                 | Estadísticas 12 P. Gillet 8 Q. Serron 4 R. Obasohan | Pabellón: Palais des Sports Jean Weille Asistencia: 5702 espectadores Árbitros: Srdan Dozai Markos Michaelides Yener Yilmaz |  |

Tercera ventana
| 29 de junio de 2018 | Bélgica                                                                    | 66–84                                | Rusia                                                                           | Amberes                                                                       |  |
| 20:30 (UTC+2)       | Parciales: 23–20, 24–25, 14–22, 5–17                                       | Parciales: 23–20, 24–25, 14–22, 5–17 | Parciales: 23–20, 24–25, 14–22, 5–17                                            |                                                                               |  |
|                     | Estadísticas S. Van Rossom y K. Boukichou 15 P-A. Gillet 8 S. Van Rossom 6 | Reporte Pts Reb Asts                 | Estadísticas 14 D. Khvostov y T. Mozgov 6 T. Mozgov y N. Kurbanov 4 N. Kurbanov | Pabellón: Lotto Arena Árbitros: Tolga Sahin Anastasios Manos Dariusz Zapolski |  |

| 29 de junio de 2018 | Bosnia y Herzegovina                                | 52–102                                | Francia                                                                    | Tuzla                                                                             |  |
| 20:30 (UTC+2)       | Parciales: 12–23, 10–21, 14–29, 16–29               | Parciales: 12–23, 10–21, 14–29, 16–29 | Parciales: 12–23, 10–21, 14–29, 16–29                                      |                                                                                   |  |
|                     | Estadísticas A. Vrabac 10 A. Vrabac 4 A. Hasandic 5 | Reporte Pts Reb Asts                  | Estadísticas 16 V. Poirier y R. Gobert 6 V. Poirier y R. Gobert 8 N. Batum | Pabellón: SKPC Mejdan Árbitros: Manuel Mazzoni Sergiy Zashchuk Fernando Calatrava |  |

| 2 de julio de 2018 | Rusia                                                              | 78–84                                 | Francia                                                         | Krasnodar                                                                    |  |
| 19:00 (UTC+3)      | Parciales: 22–22, 20–22, 17–22, 19–18                              | Parciales: 22–22, 20–22, 17–22, 19–18 | Parciales: 22–22, 20–22, 17–22, 19–18                           |                                                                              |  |
|                    | Estadísticas D. Khvostov 24 V. Fridzon y A. Zubkov 8 D. Khvostov 6 | Reporte Pts Reb Asts                  | Estadísticas 15 E. Fournier y N. De Colo 5 M. Fall 5 T. Heurtel | Pabellón: Basket-Hall Árbitros: Aleksandar Glisic Antonio Conde Sasa Maricic |  |

| 2 de julio de 2018 | Bélgica                                                                | 79–77                                 | Bosnia y Herzegovina                                             | Amberes                                                               |  |
| 20:30 (UTC+2)      | Parciales: 19–18, 20–19, 23–18, 17–22                                  | Parciales: 19–18, 20–19, 23–18, 17–22 | Parciales: 19–18, 20–19, 23–18, 17–22                            |                                                                       |  |
|                    | Estadísticas V. Kesteloot y S. Van Rossom 20 K. Boukichou 10 J. Tabu 4 | Reporte Pts Reb Asts                  | Estadísticas 24 E. Kikanovic 6 E. Kikanovic 4 E. Atic y A. Gegic | Pabellón: Lotto Arena Árbitros: Borys Shulga Gentian Cici Michal Proc |  |

### Grupo F
| Pos | Equipo          | PJ | PG | PP | PF  | PC  | Dif | Pts | Notas                                                        |
| --- | --------------- | -- | -- | -- | --- | --- | --- | --- | ------------------------------------------------------------ |
| 1   | República Checa | 6  | 5  | 1  | 464 | 425 | 39  | 11  | Acceso a la segunda ronda                                    |
| 2   | Finlandia       | 6  | 3  | 3  | 453 | 449 | 4   | 9   | Acceso a la segunda ronda                                    |
| 3   | Bulgaria        | 6  | 2  | 4  | 466 | 476 | -10 | 8   | Acceso a la segunda ronda                                    |
| 4   | Islandia        | 6  | 2  | 4  | 463 | 496 | -33 | 8   | Acceso a la 2.º ronda pre-clasificatoria del Eurobasket 2021 |

Primera ventana
| 24 de noviembre de 2017 | Bulgaria                                              | 80–82                                 | Finlandia                                         | Botevgrad |  |
| 19:00 (UTC+2)           | Parciales: 19–17, 17–22, 17–21, 27–22                 | Parciales: 19–17, 17–22, 17–21, 27–22 | Parciales: 19–17, 17–22, 17–21, 27–22             | |  |
|                         | Estadísticas S. Marinov 18 A. Vezenkov 7 B. Avramov 3 | Reporte Pts Reb Asts                  | Estadísticas 20 J. Wilson 6 E. Murphy 7 J. Wilson | Pabellón: Arena Botevgrad Asistencia: 3000 espectadores Árbitros: Georgios Poursanidis Wojciech Liszka Zafer Yilmaz |  |

| 24 de noviembre de 2017 | República Checa                                  | 89–69                                 | Islandia                                                  | Pardubice |  |
| 18:00 (UTC+1)           | Parciales: 15–11, 24–19, 21–21, 29–18            | Parciales: 15–11, 24–19, 21–21, 29–18 | Parciales: 15–11, 24–19, 21–21, 29–18                     | |  |
|                         | Estadísticas J. Bohacík 20 M. Kríz 6 V. Hruban 8 | Reporte Pts Reb Asts                  | Estadísticas 29 M. Hermannsson 8 K. Acox 5 H. Baeringsson | Pabellón: Tipsport Arena Pardubice Asistencia: 2913 espectadores Árbitros: Sergiy Zashchuk Fernando Calatrava Sasa Maricic |  |

| 27 de noviembre de 2017 | Finlandia                                       | 56–64                              | República Checa                                    | Helsinki |  |
| 18:30 (UTC+2)           | Parciales: 9–19, 21–6, 8–13, 18–26              | Parciales: 9–19, 21–6, 8–13, 18–26 | Parciales: 9–19, 21–6, 8–13, 18–26                 | |  |
|                         | Estadísticas S. Huff 13 E. Murphy 6 J. Wilson 5 | Reporte Pts Reb Asts               | Estadísticas 17 B. Schilb 16 O. Balvín 7 O. Balvín | Pabellón: Helsinki Ice Stadium Asistencia: 5065 espectadores Árbitros: Aleksandar Glisic Gintaras Vitkauskas Dariusz Zapolski |  |

| 27 de noviembre de 2017 | Islandia                                                          | 74–77                                 | Bulgaria                                              | Reykjavik                                                                         |  |
| 19:45 (UTC+0)           | Parciales: 21–17, 22–18, 18–18, 13–24                             | Parciales: 21–17, 22–18, 18–18, 13–24 | Parciales: 21–17, 22–18, 18–18, 13–24                 |                                                                                   |  |
|                         | Estadísticas M. Hermannsson 21 H. Baeringsson 11 M. Hermannsson 6 | Reporte Pts Reb Asts                  | Estadísticas 18 P. Marinov 7 A. Vezenkov 5 S. Marinov | Pabellón: Laugardalshöll Árbitros: Tomislav Vovk Luis Castillo Martins Kozlovskis |  |

Segunda ventana
| 23 de febrero de 2018 | Bulgaria                                          | 76–78                                | República Checa                                   | Botevgrad |  |
| 18:00 (UTC+2)         | Parciales: 17–20, 31–17, 8–17, 20–24              | Parciales: 17–20, 31–17, 8–17, 20–24 | Parciales: 17–20, 31–17, 8–17, 20–24              | |  |
|                       | Estadísticas P. Marinov 15 P. Marinov 5 D. Bost 8 | Reporte Pts Reb Asts                 | Estadísticas 24 J. Bohacík 10 O. Balvín 3 M. Kriz | Pabellón: Arena Botevgrad Asistencia: 2000 espectadores Árbitros: Ademir Zurapovic Erez Gurion Radomir Vojinovic |  |

| 23 de febrero de 2018 | Islandia                                                          | 81–76                                 | Finlandia                                        | Reykjavik                                                                             |  |
| 19:45 (UTC+0)         | Parciales: 19–18, 20–20, 13–25, 29–13                             | Parciales: 19–18, 20–20, 13–25, 29–13 | Parciales: 19–18, 20–20, 13–25, 29–13            |                                                                                       |  |
|                       | Estadísticas M. Hermannsson 26 H. Baeringsson 12 M. Hermannsson 6 | Reporte Pts Reb Asts                  | Estadísticas 17 J. Wilson 7 T. Kotti 9 J. Wilson | Pabellón: Laugardalshöll Árbitros: Saverio Lanzarini Haris Bijedic Apostolos Kalpakas |  |

| 25 de febrero de 2018 | Islandia                                                  | 76–75                                 | República Checa                                   | Reykjavik                                                                       |  |
| 16:00 (UTC+0)         | Parciales: 19–14, 20–18, 20–22, 17–21                     | Parciales: 19–14, 20–18, 20–22, 17–21 | Parciales: 19–14, 20–18, 20–22, 17–21             |                                                                                 |  |
|                       | Estadísticas M. Hermannsson 26 T. Hlinason 8 H. Palsson 5 | Reporte Pts Reb Asts                  | Estadísticas 23 P. Auda 8 J. Bohacik 5 J. Bohacik | Pabellón: Laugardalshöll Árbitros: Janusz Calik Marek Maliszewski Goran Sljivic |  |

| 25 de febrero de 2018 | Finlandia                                           | 75–70                                 | Bulgaria                                              | Helsinki |  |
| 18:30 (UTC+2)         | Parciales: 12–16, 28–14, 18–30, 17–10               | Parciales: 12–16, 28–14, 18–30, 17–10 | Parciales: 12–16, 28–14, 18–30, 17–10                 | |  |
|                       | Estadísticas J. Wilson 21 J. Nenonen 8 J. Wilson 11 | Reporte Pts Reb Asts                  | Estadísticas 28 A. Vezenkov 10 A. Vezenkov 10 D. Bost | Pabellón: Helsinki Ice Stadium Asistencia: 5300 espectadores Árbitros: Lorenzo Baldini Ernad Karovic Andrei Sharapa |  |

Tercera ventana
| 29 de junio de 2018 | Bulgaria                                               | 88–86                                 | Islandia                                                          | Botevgrad                                                                              |  |
| 18:00 (UTC+3)       | Parciales: 22–21, 23–22, 20–25, 23–18                  | Parciales: 22–21, 23–22, 20–25, 23–18 | Parciales: 22–21, 23–22, 20–25, 23–18                             |                                                                                        |  |
|                     | Estadísticas A. Vezenkov 19 H. Zahariev 9 S. Marinov 5 | Reporte Pts Reb Asts                  | Estadísticas 16 H. Baeringsson 7 H. Baeringsson 8 H. Vilhjalmsson | Pabellón: Arena Botevgrad Árbitros: Andris Aunkrogers Anastasios Piloidis Yener Yilmaz |  |

| 29 de junio de 2018 | República Checa                              | 77–73                                 | Finlandia                                              | Pardubice                                                                              |  |
| 18:00 (UTC+2)       | Parciales: 18–17, 19–19, 24–19, 16–18        | Parciales: 18–17, 19–19, 24–19, 16–18 | Parciales: 18–17, 19–19, 24–19, 16–18                  |                                                                                        |  |
|                     | Estadísticas V. Hruban 30 Varios 5 M. Kriz 4 | Reporte Pts Reb Asts                  | Estadísticas 24 M. Nuutinen 7 L. Markkanen 6 J. Wilson | Pabellón: Tipsport Arena Pardubice Árbitros: Srdan Dozai Jasmina Juras Zdravko Rutesic |  |

| 2 de julio de 2018 | Finlandia                                                             | 91–77                                 | Islandia                                                                     | Helsinki                                                                         |  |
| 18:45 (UTC+3)      | Parciales: 28–19, 16–22, 23–17, 24–19                                 | Parciales: 28–19, 16–22, 23–17, 24–19 | Parciales: 28–19, 16–22, 23–17, 24–19                                        |                                                                                  |  |
|                    | Estadísticas L. Markkanen 28 C. Lindbom y L. Markkanen 7 J. Wilson 11 | Reporte Pts Reb Asts                  | Estadísticas 16 H. Palsson 5 J. A. Gudmundsson y H. Palsson 5 M. Hermannsson | Pabellón: Hartwall Arena Árbitros: Tolga Sahin Tomas Jasevicius Dariusz Zapolski |  |

| 2 de julio de 2018 | República Checa                                                           | 81–75                                 | Bulgaria                                               | Pardubice                                                                               |  |
| 18:00 (UTC+2)      | Parciales: 19–20, 22–15, 18–15, 22–25                                     | Parciales: 19–20, 22–15, 18–15, 22–25 | Parciales: 19–20, 22–15, 18–15, 22–25                  |                                                                                         |  |
|                    | Estadísticas B. Schilb 20 T. Vyoral y O. Balvín 7 B. Schilb y T. Vyoral 5 | Reporte Pts Reb Asts                  | Estadísticas 15 B. Avramov 10 A. Vezenkov 8 S. Marinov | Pabellón: Tipsport Arena Pardubice Árbitros: Oskars Lucis Sergiy Chebyshev Marko Vladic |  |

### Grupo G
| Pos | Equipo   | PJ | PG | PP | PF  | PC  | Dif  | Pts | Notas                                                        |
| --- | -------- | -- | -- | -- | --- | --- | ---- | --- | ------------------------------------------------------------ |
| 1   | Alemania | 6  | 6  | 0  | 508 | 414 | 94   | 12  | Acceso a la segunda ronda                                    |
| 2   | Serbia   | 6  | 4  | 2  | 514 | 449 | 65   | 10  | Acceso a la segunda ronda                                    |
| 3   | Georgia  | 6  | 2  | 4  | 460 | 495 | -35  | 8   | Acceso a la segunda ronda                                    |
| 4   | Austria  | 6  | 0  | 6  | 394 | 518 | -124 | 6   | Acceso a la 2.º ronda pre-clasificatoria del Eurobasket 2021 |

Primera ventana
| 24 de noviembre de 2017 | Alemania                                               | 79–70                                | Georgia                                                      | Chemnitz |  |
| 19:30(UTC+1)            | Parciales: 18–18, 22–23, 20–20, 19–9                   | Parciales: 18–18, 22–23, 20–20, 19–9 | Parciales: 18–18, 22–23, 20–20, 19–9                         | |  |
|                         | Estadísticas R. Benzing 25 I. Hartenstein 9 K. Tadda 4 | Reporte Pts Reb Asts                 | Estadísticas 23 M. Dixon 5 N. Tskitishvili 5 M. Markoishvili | Pabellón: Messe Chemnitz Asistencia: 5037 espectadores Árbitros: Yohan Rosso Martin Horozov Zdravko Rutesic |  |

| 24 de noviembre de 2017 | Serbia                                                | 85–64                                 | Austria                                                 | Belgrado |  |
| 20:00 (UTC+1)           | Parciales: 17–12, 27–17, 15–13, 26–22                 | Parciales: 17–12, 27–17, 15–13, 26–22 | Parciales: 17–12, 27–17, 15–13, 26–22                   | |  |
|                         | Estadísticas I. Paunic 16 M. Raduljica 8 I. Dokovic 4 | Reporte Pts Reb Asts                  | Estadísticas 15 R. Mahalbasic 5 J. Rados 8 T. Schreiner | Pabellón: Hall Aleksandar Nikolić Asistencia: 4278 espectadores Árbitros: Oskars Lucis Sergei Beliakov Özlem Yalman |  |

| 27 de noviembre de 2017 | Serbia                                                | 105–87                                | Georgia                                               | Belgrado |  |
| 20:00 (UTC+1)           | Parciales: 21–21, 23–24, 30–19, 31–23                 | Parciales: 21–21, 23–24, 30–19, 31–23 | Parciales: 21–21, 23–24, 30–19, 31–23                 | |  |
|                         | Estadísticas M. Raduljica 28 M. Raduljica 8 S. Peno 9 | Reporte Pts Reb Asts                  | Estadísticas 36 M. Dixon 7 M. Markoishvili 9 M. Dixon | Pabellón: Hall Aleksandar Nikolić Asistencia: 5890 espectadores Árbitros: Tolga Sahin Marius Ciulin Anastasios Manos |  |

| 27 de noviembre de 2017 | Austria                                                     | 49–90                                | Alemania                                               | Schwechat |  |
| 20:20 (UTC+1)           | Parciales: 8–20, 13–21, 12–23, 16–26                        | Parciales: 8–20, 13–21, 12–23, 16–26 | Parciales: 8–20, 13–21, 12–23, 16–26                   | |  |
|                         | Estadísticas T. Schreiner 11 R. Mahalbasic 7 T. Schreiner 5 | Reporte Pts Reb Asts                 | Estadísticas 17 J. Thiemann 10 J. Thiemann 5 B. Doreth | Pabellón: Multiversum Asistencia: 1400 espectadores Árbitros: Sergiy Zashchuk Boris Krejic Ventsislav Velikov |  |

Segunda ventana
| 23 de febrero de 2018 | Alemania                                            | 79–74                                 | Serbia                                              | Frankfurt |  |
| 19:30 (UTC+1)         | Parciales: 20–26, 20–15, 17–18, 22–15               | Parciales: 20–26, 20–15, 17–18, 22–15 | Parciales: 20–26, 20–15, 17–18, 22–15               | |  |
|                       | Estadísticas R. Benzing 17 I. Akpinar 5 B. Doreth 4 | Reporte Pts Reb Asts                  | Estadísticas 22 M. Raduljica 7 S. Lesic 4 I. Paunic | Pabellón: Fraport Arena Asistencia: 5002 espectadores Árbitros: Manuel Mazzoni Fernando Calatrava Gentian Cici |  |

| 23 de febrero de 2018 | Austria                                                  | 64–78                                | Georgia                                        | Schwechat |  |
| 18:00 (UTC+1)         | Parciales: 5–19, 26–21, 18–15, 15–23                     | Parciales: 5–19, 26–21, 18–15, 15–23 | Parciales: 5–19, 26–21, 18–15, 15–23           | |  |
|                       | Estadísticas T. Klepeisz 23 B. Douvier 10 T. Schreiner 9 | Reporte Pts Reb Asts                 | Estadísticas 23 M. Dixon 9 M. Dixon 4 M. Dixon | Pabellón: Multiversum Asistencia: 1100 espectadores Árbitros: Lorenzo Baldini Ilias Kounelles Anastasios Piloidis |  |

| 25 de febrero de 2018 | Georgia                                          | 77–87                                 | Alemania                                           | Tiflis |  |
| 19:00 (UTC+4)         | Parciales: 17–27, 21–24, 24–18, 15–18            | Parciales: 17–27, 21–24, 24–18, 15–18 | Parciales: 17–27, 21–24, 24–18, 15–18              | |  |
|                       | Estadísticas M. Dixon 26 G. Bitadze 5 M. Dixon 4 | Reporte Pts Reb Asts                  | Estadísticas 15 J. Saibou 6 M. Zirbes 4 I. Akpinar | Pabellón: Palacio de Deportes de Tiflis Asistencia: 8600 espectadores Árbitros: Sergiy Zashchuk Luka Kardum Gintaras Vitkauskas |  |

| 25 de febrero de 2018 | Austria                                                      | 81–82                                 | Serbia                                                   | Schwechat |  |
| 20:20 (UTC+1)         | Parciales: 18–21, 25–20, 20–25, 18–16                        | Parciales: 18–21, 25–20, 20–25, 18–16 | Parciales: 18–21, 25–20, 20–25, 18–16                    | |  |
|                       | Estadísticas R. Mahalbasic 22 R. Mahalbasic 9 T. Schreiner 7 | Reporte Pts Reb Asts                  | Estadísticas 21 S. Jelovac 5 M. Simonovic 5 A. Avramovic | Pabellón: Multiversum Asistencia: 3000 espectadores Árbitros: Panagiotis Anastopoulos Petr Hrusa Tanel Suslov |  |

Tercera ventana
| 29 de junio de 2018 | Georgia                                                    | 50–87                                | Serbia                                                 | Tiflis                                                                                        |  |
| 19:00 (UTC+4)       | Parciales: 11–18, 7–19, 18–23, 14–27                       | Parciales: 11–18, 7–19, 18–23, 14–27 | Parciales: 11–18, 7–19, 18–23, 14–27                   |                                                                                               |  |
|                     | Estadísticas T. McFadden 18 T. Shengelia 8 G. Tsintsadze 2 | Reporte Pts Reb Asts                 | Estadísticas 24 D. Todorovic 7 V. Micic 6 D. Todorovic | Pabellón: Palacio de Deportes de Tiflis Árbitros: Tomas Jasevicius Marius Ciulin Zafer Yilmaz |  |

| 29 de junio de 2018 | Alemania                                                                        | 85–63                                 | Austria                                                  | Brunswick                                                                     |  |
| 19:30 (UTC+2)       | Parciales: 22–16, 25–17, 14–16, 24–14                                           | Parciales: 22–16, 25–17, 14–16, 24–14 | Parciales: 22–16, 25–17, 14–16, 24–14                    |                                                                               |  |
|                     | Estadísticas D. Schroder 25 D. Barthel y M. Kleber 6 B. Doreth y J. Voigtmann 3 | Reporte Pts Reb Asts                  | Estadísticas 14 T. Schreiner 6 M. Ogunsipe 3 T. Klepeisz | Pabellón: Volkswagen Halle Árbitros: Janusz Calik Andrei Sharapa Ivor Matejek |  |

| 2 de julio de 2018 | Georgia                                                     | 98–73                                 | Austria                                                  | Tiflis                                                                                                  |  |
| 19:00 (UTC+4)      | Parciales: 26–18, 25–15, 25–19, 22–21                       | Parciales: 26–18, 25–15, 25–19, 22–21 | Parciales: 26–18, 25–15, 25–19, 22–21                    | |  |
|                    | Estadísticas T. Shengelia 24 T. Shengelia 12 T. Shengelia 6 | Reporte Pts Reb Asts                  | Estadísticas 18 M. Ogunsipe 9 M. Lanegger 5 T. Schreiner | Pabellón: Palacio de Deportes de Tiflis Árbitros: Marek Maliszewski Ventsislav Velikov Zdenko Tomasovic |  |

| 2 de julio de 2018 | Serbia                                                     | 81–88                                 | Alemania                                              | Novi Sad                                                                          |  |
| 20:00 (UTC+2)      | Parciales: 23–21, 18–14, 19–21, 21–32                      | Parciales: 23–21, 18–14, 19–21, 21–32 | Parciales: 23–21, 18–14, 19–21, 21–32                 |                                                                                   |  |
|                    | Estadísticas B. Marjanovic 22 B. Marjanovic 11 V. Micic 10 | Reporte Pts Reb Asts                  | Estadísticas 21 D. Schroder 7 M. Kleber 6 D. Schroder | Pabellón: SPC Vojvodina Árbitros: Manuel Mazzoni Andris Aunkrogers Ciprian Stoica |  |

### Grupo H
| Pos | Equipo       | PJ | PG | PP | PF  | PC  | Dif | Pts | Notas                                                        |
| --- | ------------ | -- | -- | -- | --- | --- | --- | --- | ------------------------------------------------------------ |
| 1   | Grecia       | 6  | 6  | 0  | 513 | 432 | 81  | 12  | Acceso a la segunda ronda                                    |
| 2   | Israel       | 6  | 3  | 3  | 438 | 458 | -20 | 9   | Acceso a la segunda ronda                                    |
| 3   | Estonia      | 6  | 2  | 4  | 415 | 459 | -44 | 8   | Acceso a la segunda ronda                                    |
| 4   | Gran Bretaña | 6  | 1  | 5  | 440 | 457 | -17 | 7   | Acceso a la 2.º ronda pre-clasificatoria del Eurobasket 2021 |

Primera ventana
| 24 de noviembre de 2017 | Israel                                                 | 88–68                                 | Estonia                                                 | Tel Aviv |  |
| 14:00 (UTC+2)           | Parciales: 21–21, 17–14, 27–19, 23–14                  | Parciales: 21–21, 17–14, 27–19, 23–14 | Parciales: 21–21, 17–14, 27–19, 23–14                   | |  |
|                         | Estadísticas R. Howell Jr 19 J. Cohen 7 R. Howell Jr 7 | Reporte Pts Reb Asts                  | Estadísticas 14 R. Veideman 6 R. Veideman 5 R. Veideman | Pabellón: Shlomo Group Arena Asistencia: 3000 espectadores Árbitros: Yener Yilmaz Marius Ciulin Petar Obradovic |  |

| 24 de noviembre de 2017 | Gran Bretaña                                       | 92–95                                              | Grecia                                                     | Leicester                                                                            |  |
| 19:30 (UTC+0)           | Parciales: 17–17, 20–20, 17–18, 29–28 (T.E.: 9–12) | Parciales: 17–17, 20–20, 17–18, 29–28 (T.E.: 9–12) | Parciales: 17–17, 20–20, 17–18, 29–28 (T.E.: 9–12)         |                                                                                      |  |
|                         | Estadísticas D. Clark 17 O. Soko 9 T. Okereafor 6  | Reporte Pts Reb Asts                               | Estadísticas 27 I. Bourousis 8 I. Bourousis 5 I. Athinaiou | Pabellón: Leicester Arena Árbitros: Ademir Zurapovic Luka Kardum Gintaras Vitkauskas |  |

| 27 de noviembre de 2017 | Grecia                                                        | 82–61                                 | Israel                                                 | Heraclión |  |
| 17:00 (UTC+2)           | Parciales: 15–18, 22–14, 22–15, 23–14                         | Parciales: 15–18, 22–14, 22–15, 23–14 | Parciales: 15–18, 22–14, 22–15, 23–14                  | |  |
|                         | Estadísticas C. Giannopoulos 13 D. Mavroeidis 6 N. Calathes 8 | Reporte Pts Reb Asts                  | Estadísticas 13 R. Howell Jr 9 R. Howell Jr 3 T. Blatt | Pabellón: Heraklion Indoor Sports Arena Asistencia: 2723 espectadores Árbitros: Srdan Dozai Sergei Beliakov Ciprian Stoica |  |

| 27 de noviembre de 2017 | Estonia                                         | 73–70                                 | Gran Bretaña                                       | Tallin |  |
| 19:00 (UTC+2)           | Parciales: 18–24, 26–12, 15–21, 14–13           | Parciales: 18–24, 26–12, 15–21, 14–13 | Parciales: 18–24, 26–12, 15–21, 14–13              | |  |
|                         | Estadísticas M. Paasoja 15 J. Talts 9 S. Sokk 5 | Reporte Pts Reb Asts                  | Estadísticas 17 O. Soko 8 M. Hesson 5 T. Okereafor | Pabellón: Kalevi Spordihall Asistencia: 1640 espectadores Árbitros: Janusz Calik Petr Hrusa Radomir Vojinovic |  |

Segunda ventana
| 23 de febrero de 2018 | Israel                                                | 82–75                                 | Gran Bretaña                                           | Tel Aviv |  |
| 14:00 (UTC+2)         | Parciales: 18–20, 25–24, 21–17, 18–14                 | Parciales: 18–20, 25–24, 21–17, 18–14 | Parciales: 18–20, 25–24, 21–17, 18–14                  | |  |
|                       | Estadísticas G. Pnini 18 R. Limonad 6 A. Ben Chimol 5 | Reporte Pts Reb Asts                  | Estadísticas 19 G. Olaseni 8 G. Olaseni 6 T. Okereafor | Pabellón: Shlomo Group Arena Asistencia: 3500 espectadores Árbitros: Aleksandar Glisic Aleksandar Milojevic Dariusz Zapolski |  |

| 23 de febrero de 2018 | Grecia                                                     | 87–75                                 | Estonia                                      | Heraklion                                                                                    |  |
| 18:30 (UTC+2)         | Parciales: 20–18, 15–11, 26–13, 26–33                      | Parciales: 20–18, 15–11, 26–13, 26–33 | Parciales: 20–18, 15–11, 26–13, 26–33        |                                                                                              |  |
|                       | Estadísticas I. Bourousis 21 I. Bourousis 8 I. Bourousis 6 | Reporte Pts Reb Asts                  | Estadísticas 16 S. Sokk 5 J. Talts 6 S. Sokk | Pabellón: Heraklion Indoor Sports Arena Árbitros: Tomas Jasevicius Uros Nikolic Borys Shulga |  |

| 25 de febrero de 2018 | Estonia                                        | 78–62                                | Israel                                         | Tallin |  |
| 17:00 (UTC+2)         | Parciales: 17–19, 20–14, 19–20, 22–9           | Parciales: 17–19, 20–14, 19–20, 22–9 | Parciales: 17–19, 20–14, 19–20, 22–9           | |  |
|                       | Estadísticas S. Olmre 16 J. Talts 10 S. Sokk 7 | Reporte Pts Reb Asts                 | Estadísticas 12 J. Cohen 8 G. Mekel 4 G. Mekel | Pabellón: Saku Suurhall Asistencia: 2500 espectadores Árbitros: Yohan Rosso Vilius Maciulaitis Arnis Ozols |  |

| 25 de febrero de 2018 | Grecia                                                     | 75–70                                 | Gran Bretaña                                        | Heraklion                                                                                              |  |
| 18:00 (UTC+2)         | Parciales: 20–23, 19–23, 17–12, 19–12                      | Parciales: 20–23, 19–23, 17–12, 19–12 | Parciales: 20–23, 19–23, 17–12, 19–12               | |  |
|                       | Estadísticas I. Bourousis 15 I. Bourousis 5 I. Bourousis 5 | Reporte Pts Reb Asts                  | Estadísticas 16 D. Clark 11 D. Clark 5 T. Okereafor | Pabellón: Heraklion Indoor Sports Arena Árbitros: Saverio Lanzarini Petar Obradovic Ventsislav Velikov |  |

Tercera ventana
| 28 de junio de 2018 | Israel                                         | 78–96                                 | Grecia                                                     | Tel Aviv                                                                                |  |
| 19:40 (UTC+3)       | Parciales: 17–20, 25–29, 10–24, 26–23          | Parciales: 17–20, 25–29, 10–24, 26–23 | Parciales: 17–20, 25–29, 10–24, 26–23                      |                                                                                         |  |
|                     | Estadísticas J. Cohen 21 J. Cohen 5 T. Blatt 5 | Reporte Pts Reb Asts                  | Estadísticas 21 K. Mitoglou 5 L. Bochoridis 6 E. Mantzaris | Pabellón: Menora Mivtachim Arena Árbitros: Antonio Conde Gentian Cici Radomir Vojinovic |  |

| 29 de junio de 2018 | Gran Bretaña                                          | 74–65                                 | Estonia                                              | Glasgow                                                                        |  |
| 19:30 (UTC+1)       | Parciales: 19–20, 15–19, 20–14, 20–12                 | Parciales: 19–20, 15–19, 20–14, 20–12 | Parciales: 19–20, 15–19, 20–14, 20–12                |                                                                                |  |
|                     | Estadísticas D. Clark 20 G. Olaseni 12 T. Okereafor 6 | Reporte Pts Reb Asts                  | Estadísticas 24 S-S. Vene 9 S. Raieste 7 R. Veideman | Pabellón: Emirates Arena Árbitros: Lorenzo Baldini Özlem Yalman Marek Kukelcik |  |

| 2 de julio de 2018 | Estonia                                                             | 56–78                                | Grecia                                                                               | Tallin                                                                            |  |
| 19:00 (UTC+3)-->   | Parciales: 13–15, 14–20, 21–21, 8–22                                | Parciales: 13–15, 14–20, 21–21, 8–22 | Parciales: 13–15, 14–20, 21–21, 8–22                                                 |                                                                                   |  |
|                    | Estadísticas S. Raieste 14 K. Kullamae y S. Raieste 5 K. Kullamae 3 | Reporte Pts Reb Asts                 | Estadísticas 18 K. Mitoglou y T. Antetokounmpo 7 K. Mitoglou y I. Bourousis 3 Varios | Pabellón: Saku Suurhall Árbitros: Srdan Dozai Ademir Zurapovic Fernando Calatrava |  |

| 2 de julio de 2018 | Gran Bretaña                                       | 59–67                                 | Israel                                                        | Glasgow                                                                              |  |
| 19:30 (UTC+1)      | Parciales: 13–18, 20–16, 12–16, 14–17              | Parciales: 13–18, 20–16, 12–16, 14–17 | Parciales: 13–18, 20–16, 12–16, 14–17                         |                                                                                      |  |
|                    | Estadísticas D. Clark 19 D. Clark 7 T. Okereafor 5 | Reporte Pts Reb Asts                  | Estadísticas 20 G. Mekel 9 R. Menco y R. Howell Jr 5 G. Mekel | Pabellón: Emirates Arena Árbitros: Marius Ciulin Aleksandar Milojevic Andrei Sharapa |  |

## Proceso clasificatorio, segunda fase
En la segunda fase, los tres mejores equipos de cada grupo se colocarán en un grupo con tres equipos de otro grupo. Todos los resultados de la primera fase de calificación se transfieren a la segunda fase. Los partidos se jugarán entre septiembre de 2018 y febrero de 2019. Los tres mejores equipos de cada grupo se clasificarán para la Copa Mundial de Baloncesto FIBA.

### Grupo I
| Pos | Equipo     | PJ | PG | PP | PF  | PC  | Dif | Pts | Notas                                                  |
| --- | ---------- | -- | -- | -- | --- | --- | --- | --- | ------------------------------------------------------ |
| 1   | España     | 12 | 10 | 2  | 927 | 848 | 79  | 22  | Clasificado para la Copa Mundial de Baloncesto de 2019 |
| 2   | Turquía    | 12 | 8  | 4  | 874 | 805 | 69  | 20  | Clasificado para la Copa Mundial de Baloncesto de 2019 |
| 3   | Montenegro | 12 | 7  | 5  | 918 | 901 | 17  | 19  | Clasificado para la Copa Mundial de Baloncesto de 2019 |
| 4   | Letonia    | 12 | 7  | 5  | 943 | 914 | 29  | 19  | Acceso a la Clasificación para el Eurobasket 2021      |
| 5   | Ucrania    | 12 | 5  | 7  | 908 | 892 | 16  | 17  | Acceso a la Clasificación para el Eurobasket 2021      |
| 6   | Eslovenia  | 12 | 3  | 9  | 909 | 988 | -79 | 15  | Acceso a la Clasificación para el Eurobasket 2021      |

Primera ventana
| 14 de septiembre de 2018 | Ucrania                                                          | 76–65                                 | España                                          | Kiev                                                                                         |  |
| 19:00 (UTC+3)            | Parciales: 19–12, 17–22, 20–17, 20–14                            | Parciales: 19–12, 17–22, 20–17, 20–14 | Parciales: 19–12, 17–22, 20–17, 20–14           |                                                                                              |  |
|                          | Estadísticas S. Mykhailiuk 22 V. Bobrov y O. Len 5 D. Lukashov 5 | Reporte Pts Reb Asts                  | Estadísticas 15 J. Colom 7 P. Oriola 4 J. Colom | Pabellón: Palacio de los deportes de Kiev Árbitros: Srdan Dozai Ademir Zurapovic Luka Kardum |  |

| 14 de septiembre de 2018 | Letonia                                                               | 85–74                                 | Eslovenia                                                    | Riga                                                                    |  |
| 19:30 (UTC+3)            | Parciales: 17–16, 23–20, 20–24, 25–14                                 | Parciales: 17–16, 23–20, 20–24, 25–14 | Parciales: 17–16, 23–20, 20–24, 25–14                        |                                                                         |  |
|                          | Estadísticas J. Strelnieks y J. Timma 18 J. Timma 12 J. Strelnieks 10 | Reporte Pts Reb Asts                  | Estadísticas 19 L. Rupnik 7 G. Vidmar 4 M. Rebec y L. Rupnik | Pabellón: Arena Riga Árbitros: Tolga Sahin Nicolas Maestre Gentian Cici |  |

| 14 de septiembre de 2018 | Turquía                                              | 79–69                                 | Montenegro                                                | Ankara                                                                          |  |
| 20:00 (UTC+3)            | Parciales: 26–18, 19–19, 15–19, 19–13                | Parciales: 26–18, 19–19, 15–19, 19–13 | Parciales: 26–18, 19–19, 15–19, 19–13                     |                                                                                 |  |
|                          | Estadísticas C. Osman 18 E. Ilyasova 8 S. Wilbekin 6 | Reporte Pts Reb Asts                  | Estadísticas 22 B. Dubljevic 9 B. Dubljevic 4 N. Ivanovic | Pabellón: Ankara Spor Salonu Árbitros: Yohan Rosso Marius Ciulin Alexey Davydov |  |

| 17 de septiembre de 2018 | España                                               | 85–82                                 | Letonia                                                                                    | Madrid |  |
| 19:00 (UTC+2)            | Parciales: 26–20, 25–17, 16–19, 18–26                | Parciales: 26–20, 25–17, 16–19, 18–26 | Parciales: 26–20, 25–17, 16–19, 18–26                                                      | |  |
|                          | Estadísticas J. Colom 18 P. Oriola 11 J. Fernández 5 | Reporte Pts Reb Asts                  | Estadísticas 20 J. Strelnieks y J. Timma 7 J. Timma y M. Meiers 3 J. Strelnieks y J. Timma | Pabellón: Palacio de Deportes de la Comunidad de Madrid Árbitros: Georgios Poursanidis Aleksandar Glisic Sergei Beliakov |  |

| 17 de septiembre de 2018 | Eslovenia                                              | 77–86                                 | Turquía                                            | Liubliana                                                                        |  |
| 20:00 (UTC+2)            | Parciales: 20–22, 18–19, 21–26, 18–19                  | Parciales: 20–22, 18–19, 21–26, 18–19 | Parciales: 20–22, 18–19, 21–26, 18–19              |                                                                                  |  |
|                          | Estadísticas A. Randolph 24 A. Randolph 12 L. Rupnik 6 | Reporte Pts Reb Asts                  | Estadísticas 24 F. Korkmaz 11 C. Osman 7 D. Balbay | Pabellón: Arena Stožice Árbitros: Manuel Mazzoni Marek Cmikiewicz Martin Horozov |  |

| 17 de septiembre de 2018 | Montenegro                                               | 90–84                                 | Ucrania                                              | Nikšić                                                                                          |  |
| 20:15 (UTC+2)            | Parciales: 16–13, 29–27, 17–18, 28–26                    | Parciales: 16–13, 29–27, 17–18, 28–26 | Parciales: 16–13, 29–27, 17–18, 28–26                |                                                                                                 |  |
|                          | Estadísticas N. Ivanovic 30 B. Dubljevic 8 N. Ivanovic 6 | Reporte Pts Reb Asts                  | Estadísticas 15 S. Mykhailiuk 7 A. Len 5 D. Lukashov | Pabellón: Niksic Sport Center Árbitros: Panagiotis Anastopoulos Gentian Cici Vilius Maciulaitis |  |

Segunda ventana
| 29 de noviembre de 2018 | Turquía                                          | 71–67                                 | España                                                  | Ankara                                                                                 |  |
| 19:00 (UTC+3)           | Parciales: 15–15, 21–19, 20–14, 15–19            | Parciales: 15–15, 21–19, 20–14, 15–19 | Parciales: 15–15, 21–19, 20–14, 15–19                   |                                                                                        |  |
|                         | Estadísticas S. Erden 16 S. Erden 14 B. Tuncer 8 | Reporte Pts Reb Asts                  | Estadísticas 18 D. Brizuela 12 N. Llovet 8 J. Fernández | Pabellón: Ankara Spor Salonu Árbitros: Saverio Lanzarini Tomas Jasevicius Sasa Maricic |  |

| 29 de noviembre de 2018 | Ucrania                                              | 82–54                               | Eslovenia                                       | Zaporiyia                                                                                   |  |
| 19:00 (UTC+2)           | Parciales: 22–18, 13–7, 23–9, 24–20                  | Parciales: 22–18, 13–7, 23–9, 24–20 | Parciales: 22–18, 13–7, 23–9, 24–20             |                                                                                             |  |
|                         | Estadísticas O. Kobets 13 B. Bliznyuk 7 O. Lypovyy 8 | Reporte Pts Reb Asts                | Estadísticas 13 G. Hrovat 6 E. Muric 4 M. Rebec | Pabellón: Yunost Sports Palace Árbitros: Lorenzo Baldini Markos Michaelides Wojciech Liszka |  |

| 29 de noviembre de 2018 | Letonia                                           | 75–84                                 | Montenegro                                               | Riga                                                                      |  |
| 19:30 (UTC+2)           | Parciales: 20–24, 21–21, 20–16, 14–23             | Parciales: 20–24, 21–21, 20–16, 14–23 | Parciales: 20–24, 21–21, 20–16, 14–23                    |                                                                           |  |
|                         | Estadísticas M. Meiers 27 M. Meiers 4 R. Lomazs 7 | Reporte Pts Reb Asts                  | Estadísticas 22 B. Dubljevic 9 N. Djurisic 6 N. Ivanovic | Pabellón: Arena Riga Árbitros: Manuel Mazzoni Janusz Calik Martin Horozov |  |

| 2 de diciembre de 2018 | Eslovenia                                      | 77–82                                | Letonia                                            | Liubliana                                                                      |  |
| 17:00 (UTC+1)          | Parciales: 22–20, 24–9, 16–29, 15–24           | Parciales: 22–20, 24–9, 16–29, 15–24 | Parciales: 22–20, 24–9, 16–29, 15–24               |                                                                                |  |
|                        | Estadísticas M. Rebec 27 M. Rebec 6 M. Rebec 7 | Reporte Pts Reb Asts                 | Estadísticas 28 J. Blums 13 M. Meiers 4 D. Bertans | Pabellón: Arena Stožice Árbitros: Saverio Lanzarini Erez Gurion Thomas Bissuel |  |

| 2 de diciembre de 2018 | España                                                    | 72–68                                 | Ucrania                                            | San Cristóbal de La Laguna                                                                        |  |
| 17:00 (UTC)            | Parciales: 20–14, 19–17, 15–17, 18–20                     | Parciales: 20–14, 19–17, 15–17, 18–20 | Parciales: 20–14, 19–17, 15–17, 18–20              |                                                                                                   |  |
|                        | Estadísticas J. Fernández 17 P. Aguilar 5 R. San Miguel 6 | Reporte Pts Reb Asts                  | Estadísticas 21 V. Bobrov 8 V. Bobrov 4 O. Lypovyy | Pabellón: Pabellón Insular Santiago Martín Árbitros: Ademir Zurapovic Martin Horozov Tanel Suslov |  |

| 2 de diciembre de 2018 | Montenegro                                                              | 71–66                                 | Turquía                                                    | Podgorica                                                                                   |  |
| 19:00 (UTC+1)          | Parciales: 13–17, 24–21, 21–17, 13–11                                   | Parciales: 13–17, 24–21, 21–17, 13–11 | Parciales: 13–17, 24–21, 21–17, 13–11                      |                                                                                             |  |
|                        | Estadísticas N. Ivanovic 21 B. Dubljevic 12 N. Ivanovic y N. Djurisic 3 | Reporte Pts Reb Asts                  | Estadísticas 14 D. Balbay y S. Erden 6 S. Erden 6 T. Gecim | Pabellón: Sports Center Moraca Árbitros: Georgios Poursanidis Nicolas Maestre Marius Ciulin |  |

Tercera ventana
| 22 de febrero de 2019 | Turquía                                                              | 77–58                                | Eslovenia                                      | Ankara                                                                           |  |
| 19:00 (UTC+3)         | Parciales: 11–17, 23–9, 24–16, 19–16                                 | Parciales: 11–17, 23–9, 24–16, 19–16 | Parciales: 11–17, 23–9, 24–16, 19–16           |                                                                                  |  |
|                       | Estadísticas B. Tuncer 22 B. Tuncer y J. Metecan Birsen 8 S. Guler 5 | Reporte Pts Reb Asts                 | Estadísticas 12 G. Hrovat 9 J. Kosi 4 M. Rebec | Pabellón: Ankara Spor Salonu Árbitros: Srdan Dozai Gentian Cici Zdenko Tomasovic |  |

| 22 de febrero de 2019 | Ucrania                                             | 74–76                               | Montenegro                                              | Kiev                                                                                    |  |
| 19:00 (UTC+2)         | Parciales: 34–17, 6–9, 16–25, 18–25                 | Parciales: 34–17, 6–9, 16–25, 18–25 | Parciales: 34–17, 6–9, 16–25, 18–25                     |                                                                                         |  |
|                       | Estadísticas V. Bobrov 19 V. Bobrov 6 D. Lukashov 9 | Reporte Pts Reb Asts                | Estadísticas 26 D. Needham 10 M. Todorovic 4 P. Popovic | Pabellón: Palacio de los deportes de Kiev Árbitros: Yohan Rosso Tolga Sahin Michal Proc |  |

| 22 de febrero de 2019 | Letonia                                         | 62–67                                 | España                                            | Riga                                                                           |  |
| 19:30 (UTC+2)         | Parciales: 14-25, 11–13, 16–13, 21–16           | Parciales: 14-25, 11–13, 16–13, 21–16 | Parciales: 14-25, 11–13, 16–13, 21–16             |                                                                                |  |
|                       | Estadísticas A. Skele 18 M. Meiers 9 A. Skele 3 | Reporte Pts Reb Asts                  | Estadísticas 17 D. Brizuela 14 S. Saiz 3 Q. Colom | Pabellón: Arena Riga Árbitros: Lorenzo Baldini Georgios Poursanidis Petr Hrusa |  |

| 25 de febrero de 2019 | España                               | 74–58   | Turquía | San Cristóbal de La Laguna                           |  |
|                       | Parciales: 25–16, 22–20, 12–6, 15–16 |         |         |                                                      |  |
|                       |                                      | Reporte |         | Pabellón: Pabellón Insular Santiago Martín Árbitros: |  |

| 25 de febrero de 2019 | Montenegro                           | 74–80                                | Letonia                              | Podgorica                                |  |
| 19:00 (UTC+1)         | Parciales: 8–16, 23–20, 24–24, 19–20 | Parciales: 8–16, 23–20, 24–24, 19–20 | Parciales: 8–16, 23–20, 24–24, 19–20 |                                          |  |
|                       |                                      | Reporte                              |                                      | Pabellón: Sports Center Moraca Árbitros: |  |

| 25 de febrero de 2019 | Eslovenia                                         | 85–84                                             | Ucrania                                           | Liubliana                         |  |
| 19:00 (UTC+1)         | Parciales: 17–20, 13–21, 18–17, 28–18 (T.E.: 9-8) | Parciales: 17–20, 13–21, 18–17, 28–18 (T.E.: 9-8) | Parciales: 17–20, 13–21, 18–17, 28–18 (T.E.: 9-8) |                                   |  |
|                       |                                                   | Reporte                                           |                                                   | Pabellón: Arena Stožice Árbitros: |  |

### Grupo J
| Pos | Equipo       | PJ | PG | PP | PF  | PC  | Dif | Pts | Notas                                                  |
| --- | ------------ | -- | -- | -- | --- | --- | --- | --- | ------------------------------------------------------ |
| 1   | Lituania     | 12 | 11 | 1  | 999 | 802 | 197 | 23  | Clasificado para la Copa Mundial de Baloncesto de 2019 |
| 2   | Italia       | 12 | 8  | 4  | 940 | 836 | 104 | 20  | Clasificado para la Copa Mundial de Baloncesto de 2019 |
| 3   | Polonia      | 12 | 8  | 4  | 958 | 886 | 72  | 20  | Clasificado para la Copa Mundial de Baloncesto de 2019 |
| 4   | Hungría      | 12 | 6  | 6  | 836 | 849 | -13 | 18  | Acceso a la Clasificación para el Eurobasket 2021      |
| 5   | Croacia      | 12 | 4  | 8  | 858 | 891 | -33 | 16  | Acceso a la Clasificación para el Eurobasket 2021      |
| 6   | Países Bajos | 12 | 3  | 9  | 895 | 944 | -49 | 15  | Acceso a la Clasificación para el Eurobasket 2021      |

Primera ventana
| 14 de septiembre de 2018 | Países Bajos                                            | 59–74                                 | Hungría                                                                   | Almere                                                                                              |  |
| 20:00 (UTC+2)            | Parciales: 13–21, 21–20, 11–13, 14–20                   | Parciales: 13–21, 21–20, 11–13, 14–20 | Parciales: 13–21, 21–20, 11–13, 14–20                                     | |  |
|                          | Estadísticas Y. Franke 18 T. Van der Mars 10 C. Kloof 3 | Reporte Pts Reb Asts                  | Estadísticas 23 D. Vojvoda 5 A. Keller 3 D. Govens, L. Juhos y D. Vojvoda | Pabellón: Topsportcentrum Róterdam Árbitros: Panagiotis Anastopoulos Zdenko Tomasovic Luis Castillo |  |

| 14 de septiembre de 2018 | Croacia                                             | 83–84                                 | Lituania                                                   | Osijek                                                                             |  |
| 20:15 (UTC+2)            | Parciales: 21–21, 15–22, 19–20, 28–21               | Parciales: 21–21, 15–22, 19–20, 28–21 | Parciales: 21–21, 15–22, 19–20, 28–21                      |                                                                                    |  |
|                          | Estadísticas B. Bogdanović 22 D. Saric 6 D. Saric 5 | Reporte Pts Reb Asts                  | Estadísticas 16 E. Bendzius 6 M. Kuzminskas 5 M. Kalnietis | Pabellón: Pabellón Gradski vrt Árbitros: Antonio Conde Zafer Yilmaz Martin Horozov |  |

| 14 de septiembre de 2018 | Italia                                                | 101–82                                | Polonia                                               | Bolonia                                                                        |  |
| 20:15 (UTC+2)            | Parciales: 25–25, 29–27, 19–13, 28–17                 | Parciales: 25–25, 29–27, 19–13, 28–17 | Parciales: 25–25, 29–27, 19–13, 28–17                 |                                                                                |  |
|                          | Estadísticas A. Della Valle 28 N. Melli 6 L. Vitali 6 | Reporte Pts Reb Asts                  | Estadísticas 28 A. J. Slaughter 6 A. Cel 3 M. Ponitka | Pabellón: PalaDozza Árbitros: Aleksandar Glisic Sasa Maricic Andris Aunkrogers |  |

| 17 de septiembre de 2018 | Hungría                                             | 63–69                                 | Italia                                                        | Debrecen                                                                     |  |
| 18:00 (UTC+2)            | Parciales: 14–20, 14–19, 23–13, 12–17               | Parciales: 14–20, 14–19, 23–13, 12–17 | Parciales: 14–20, 14–19, 23–13, 12–17                         |                                                                              |  |
|                          | Estadísticas D. Vojvoda 25 G. Goloman 7 D. Govens 4 | Reporte Pts Reb Asts                  | Estadísticas 18 L. Datome 7 J. Brooks y L. Datome 7 L. Vitali | Pabellón: Főnix Hall Árbitros: Ademir Zurapovic Nicolas Maestre Oskars Lucis |  |

| 17 de septiembre de 2018 | Lituania                                                                                   | 95–93                                                   | Países Bajos                                            | Vilna                                                                      |  |
| 19:30 (UTC+3)            | Parciales: 24–16, 15–23, 18–16, 18–20 (T.E.: 9–9, 11–9)                                    | Parciales: 24–16, 15–23, 18–16, 18–20 (T.E.: 9–9, 11–9) | Parciales: 24–16, 15–23, 18–16, 18–20 (T.E.: 9–9, 11–9) |                                                                            |  |
|                          | Estadísticas M. Kalnietis 21 R. Giedraitis y A. Gudaitis 6 A. Juskevicius y M. Kalnietis 5 | Reporte Pts Reb Asts                                    | Estadísticas 19 C. Kloof 9 J. Kok 6 Y. Franke           | Pabellón: Siemens Arena Árbitros: Boris Krejic Sasa Maricic Andrei Sharapa |  |

| 17 de septiembre de 2018 | Polonia                                                    | 79–74                                 | Croacia                                                  | Gdansk                                                                           |  |
| 21:00 (UTC+2)            | Parciales: 21–21, 10–15, 23–22, 25–16                      | Parciales: 21–21, 10–15, 23–22, 25–16 | Parciales: 21–21, 10–15, 23–22, 25–16                    |                                                                                  |  |
|                          | Estadísticas A. Waczynski 21 A. Hrycaniuk 9 K. Laczynski 6 | Reporte Pts Reb Asts                  | Estadísticas 22 B. Bogdanović 8 A. Žižić 5 B. Bogdanović | Pabellón: Ergo Arena Árbitros: Yohan Rosso Fernando Calatrava Martins Kozlovskis |  |

Segunda ventana
| 29 de noviembre de 2018 | Croacia                                             | 74–69                                 | Hungría                                      | Osijek                                                                                  |  |
| 18:00 (UTC+1)           | Parciales: 22–15, 22–23, 18–12, 12–19               | Parciales: 22–15, 22–23, 18–12, 12–19 | Parciales: 22–15, 22–23, 18–12, 12–19        |                                                                                         |  |
|                         | Estadísticas M. Bilan 22 M. Bilan 14 M. Junakovic 6 | Reporte Pts Reb Asts                  | Estadísticas 20 Z. Perl 6 R. Allen 4 Z. Perl | Pabellón: Pabellón Gradski vrt Árbitros: Georgios Poursanidis Yener Yilmaz Gentian Cici |  |

| 29 de noviembre de 2018 | Países Bajos                                      | 78–105                                | Polonia                                         | Bolduque                                                                                     |  |
| 20:00 (UTC+1)           | Parciales: 18–27, 19–26, 24–26, 17–26             | Parciales: 18–27, 19–26, 24–26, 17–26 | Parciales: 18–27, 19–26, 24–26, 17–26           |                                                                                              |  |
|                         | Estadísticas C. Kloof 21 M. Kherrazi 7 C. Kloof 8 | Reporte Pts Reb Asts                  | Estadísticas 20 A. Cel 7 M. Lampe 7 L. Koszarek | Pabellón: Maaspoort Sports end Events Árbitros: Nicolas Maestre Sergiy Zashchuk Tanel Suslov |  |

| 29 de noviembre de 2018 | Italia                                            | 70–65                                 | Lituania                                                   | Brescia                                                                                  |  |
| 20:15 (UTC+1)           | Parciales: 20–24, 22–11, 11–18, 17–12             | Parciales: 20–24, 22–11, 11–18, 17–12 | Parciales: 20–24, 22–11, 11–18, 17–12                      |                                                                                          |  |
|                         | Estadísticas A. Abass 13 P. Aradori 7 L. Vitali 8 | Reporte Pts Reb Asts                  | Estadísticas 15 M. Kalnietis 10 J. Maciulis 6 M. Kalnietis | Pabellón: PalaLeonessa Árbitros: Panagiotis Anastopoulos Radomir Vojinovic Steve Bittner |  |

| 2 de diciembre de 2018 | Hungría                                            | 91–86                                              | Países Bajos                                            | Budapest                                                                          |  |
| 16:00 (UTC+1)          | Parciales: 12–15, 22–14, 22–24, 22–25 (T.E.: 13-8) | Parciales: 12–15, 22–14, 22–24, 22–25 (T.E.: 13-8) | Parciales: 12–15, 22–14, 22–24, 22–25 (T.E.: 13-8)      |                                                                                   |  |
|                        | Estadísticas D. Vojvoda 22 R. Allen 10 R. Allen 5  | Reporte Pts Reb Asts                               | Estadísticas 23 Y. Franke 11 T. Van der Mars 7 C. Kloof | Pabellón: Tüskecsarnok Árbitros: Aleksandar Glisic Andris Aunkrogers Gatis Salins |  |

| 2 de diciembre de 2018 | Lituania                                                 | 79–62                                 | Croacia                                              | Vilna                                                                        |  |
| 19:30 (UTC+2)          | Parciales: 26–11, 17–28, 24–10, 12–13                    | Parciales: 26–11, 17–28, 24–10, 12–13 | Parciales: 26–11, 17–28, 24–10, 12–13                |                                                                              |  |
|                        | Estadísticas R. Seibutis 15 M. Echodas 10 M. Kalnietis 7 | Reporte Pts Reb Asts                  | Estadísticas 12 M. Bilan 6 J. Mustapic 3 J. Mustapic | Pabellón: Siemens Arena Árbitros: Antonio Conde Alexey Davydov Luis Castillo |  |

| 2 de diciembre de 2018 | Polonia                                               | 94–78                                 | Italia                                                                  | Gdansk                                                         |  |
| 20:15 (UTC+1)          | Parciales: 31–18, 21–23, 21–24, 21–13                 | Parciales: 31–18, 21–23, 21–24, 21–13 | Parciales: 31–18, 21–23, 21–24, 21–13                                   |                                                                |  |
|                        | Estadísticas M. Lampe 22 M. Lampe 8 A.J. Slaughter 11 | Reporte Pts Reb Asts                  | Estadísticas 13 P. Aradori y A. Abass 4 C. Burns y A. Abass 4 L. Vitali | Pabellón: ERGO Arena Árbitros: Gentian Cici Boris Sasa Maricic |  |

Tercera ventana
| 22 de febrero de 2019 | Croacia                                          | 69–77                                | Polonia                                                             | Varaždin                                                                            |  |
| 18:00 (UTC+1)         | Parciales: 16–8, 20–24, 23–29, 10–16             | Parciales: 16–8, 20–24, 23–29, 10–16 | Parciales: 16–8, 20–24, 23–29, 10–16                                |                                                                                     |  |
|                       | Estadísticas F. Kruslin 21 M. Bilan 8 T. Katic 3 | Reporte Pts Reb Asts                 | Estadísticas 20 M. Ponitka 8 M. Ponitka y M. Lampe 5 A.J. Slaughter | Pabellón: Varaždin Arena Árbitros: Panagiotis Anastopoulos Oskars Lucis Erez Gurion |  |

| 22 de febrero de 2019 | Países Bajos                                      | 69–78                                 | Lituania                                                  | Ámsterdam                                                                          |  |
| 20:00 (UTC+1)         | Parciales: 20–25, 15–20, 14–17, 20–16             | Parciales: 20–25, 15–20, 14–17, 20–16 | Parciales: 20–25, 15–20, 14–17, 20–16                     |                                                                                    |  |
|                       | Estadísticas C. Kloof 17 M. Kherrazi 9 C. Kloof 5 | Reporte Pts Reb Asts                  | Estadísticas 20 R. Seibutis 7 E. Bendzius 4 R. Giedraitis | Pabellón: Sporthallen Zuid Árbitros: Yener Yilmaz Zdravko Rutesic Sebastien Clivaz |  |

| 22 de febrero de 2019 | Italia                                                 | 75–41                              | Hungría                                                      | Varese                                                                             |  |
| 20:15 (UTC+1)         | Parciales: 15–9, 19–6, 18–18, 23–8                     | Parciales: 15–9, 19–6, 18–18, 23–8 | Parciales: 15–9, 19–6, 18–18, 23–8                           |                                                                                    |  |
|                       | Estadísticas A. Della Valle 15 J. Brooks 8 L. Vitali 4 | Reporte Pts Reb Asts               | Estadísticas 15 D. Vojvoda 6 J. Eilingsfeld 2 J. Eilingsfeld | Pabellón: PalaWhirlpool Árbitros: Antonio Conde Fernando Calatrava Carsten Straube |  |

| 25 de febrero de 2019 | Lituania                              | 86–73                                 | Italia                                | Klaipeda                           |  |
| 19:30 (UTC+2)         | Parciales: 26–16, 21–13, 14–22, 25–22 | Parciales: 26–16, 21–13, 14–22, 25–22 | Parciales: 26–16, 21–13, 14–22, 25–22 |                                    |  |
|                       |                                       | Reporte                               |                                       | Pabellón: Švyturio Arena Árbitros: |  |

| 25 de febrero de 2019 | Hungría                               | 84–65                                 | Croacia                               | Szombathely                       |  |
| 18:30 (UTC+1)         | Parciales: 24–16, 24–17, 18–15, 18–17 | Parciales: 24–16, 24–17, 18–15, 18–17 | Parciales: 24–16, 24–17, 18–15, 18–17 |                                   |  |
|                       |                                       | Reporte                               |                                       | Pabellón: Arena Savaria Árbitros: |  |

| 25 de febrero de 2019 | Polonia                               | 85–76                                 | Países Bajos                          | Gdansk                         |  |
| 20:30 (UTC+1)         | Parciales: 26–16, 20–20, 20–14, 19–26 | Parciales: 26–16, 20–20, 20–14, 19–26 | Parciales: 26–16, 20–20, 20–14, 19–26 |                                |  |
|                       |                                       | Reporte                               |                                       | Pabellón: ERGO Arena Árbitros: |  |

### Grupo K
| Pos | Equipo               | PJ | PG | PP | PF  | PC  | Dif | Pts | Notas                                                  |
| --- | -------------------- | -- | -- | -- | --- | --- | --- | --- | ------------------------------------------------------ |
| 1   | Francia              | 12 | 10 | 2  | 937 | 778 | 159 | 22  | Clasificado para la Copa Mundial de Baloncesto de 2019 |
| 2   | Rusia                | 12 | 8  | 4  | 966 | 853 | 113 | 20  | Clasificado para la Copa Mundial de Baloncesto de 2019 |
| 3   | República Checa      | 12 | 8  | 4  | 890 | 889 | 1   | 20  | Clasificado para la Copa Mundial de Baloncesto de 2019 |
| 4   | Finlandia            | 12 | 6  | 6  | 913 | 927 | -14 | 18  | Acceso a la Clasificación para el Eurobasket 2021      |
| 5   | Bulgaria             | 12 | 4  | 8  | 882 | 971 | -89 | 16  | Acceso a la Clasificación para el Eurobasket 2021      |
| 6   | Bosnia y Herzegovina | 12 | 3  | 9  | 871 | 957 | -86 | 15  | Acceso a la Clasificación para el Eurobasket 2021      |

Primera ventana
| 13 de septiembre de 2018 | Bulgaria                                            | 74–68                                 | Francia                                          | Botevgrad                                                                           |  |
| 18:00 (UTC+3)            | Parciales: 26–23, 19–21, 14–14, 15–10               | Parciales: 26–23, 19–21, 14–14, 15–10 | Parciales: 26–23, 19–21, 14–14, 15–10            |                                                                                     |  |
|                          | Estadísticas D. Bost 17 A. Vezenkov 8 D. Dimitrov 5 | Reporte Pts Reb Asts                  | Estadísticas 17 N. Batum 7 P. Lacombe 5 N. Batum | Pabellón: Arena Botevgrad Árbitros: Janusz Calik Radomir Vojinovic Dariusz Zapolski |  |

| 13 de septiembre de 2018 | República Checa                                            | 80–78                                 | Rusia                                                | Pardubice                                                                          |  |
| 18:00 (UTC+2)            | Parciales: 27–24, 10–15, 19–19, 24–20                      | Parciales: 27–24, 10–15, 19–19, 24–20 | Parciales: 27–24, 10–15, 19–19, 24–20                |                                                                                    |  |
|                          | Estadísticas J. Bohacik 19 T. Satoransky 8 T. Satoransky 6 | Reporte Pts Reb Asts                  | Estadísticas 18 D. Khvostov 4 D. Khvostov 7 A. Shved | Pabellón: Tipsport Arena Árbitros: Manuel Mazzoni Gintaras Vitkauskas Yener Yilmaz |  |

| 13 de septiembre de 2018 | Finlandia                                           | 85–81                                 | Bosnia y Herzegovina                            | Espoo                                                                                       |  |
| 19:00 (UTC+3)            | Parciales: 22–14, 21–20, 27–15, 15–32               | Parciales: 22–14, 21–20, 27–15, 15–32 | Parciales: 22–14, 21–20, 27–15, 15–32           |                                                                                             |  |
|                          | Estadísticas S. Salin 27 M. Jantunen 6 P. Koponen 7 | Reporte Pts Reb Asts                  | Estadísticas 20 J. Nurkic 9 J. Nurkic 9 D. Musa | Pabellón: Espoo Metro Areena Árbitros: Georgios Poursanidis Tanel Suslov Vilius Maciulaitis |  |

| 16 de septiembre de 2018 | Rusia                                          | 77–73                                 | Bulgaria                                                 | Óblast de Moscú                                                                             |  |
| 18:00 (UTC+3)            | Parciales: 30–20, 17–20, 15–20, 15–13          | Parciales: 30–20, 17–20, 15–20, 15–13 | Parciales: 30–20, 17–20, 15–20, 15–13                    |                                                                                             |  |
|                          | Estadísticas A. Shved 22 A. Shved 7 A. Shved 5 | Reporte Pts Reb Asts                  | Estadísticas 22 A. Vezenkov 8 A. Vezenkov 12 A. Vezenkov | Pabellón: Khimki Basketball Center Árbitros: Srdan Dozai Apostolos Kalpakas Wojciech Liszka |  |

| 16 de septiembre de 2018 | Francia                                                                    | 83–67                                 | Finlandia                                                               | Montpellier                                                                      |  |
| 17:05 (UTC+2)            | Parciales: 25–13, 25–11, 17–27, 16–16                                      | Parciales: 25–13, 25–11, 17–27, 16–16 | Parciales: 25–13, 25–11, 17–27, 16–16                                   |                                                                                  |  |
|                          | Estadísticas N. Batum y C. Kahudi 14 V. Poirier y M. Lessort 6 A. Albicy 7 | Reporte Pts Reb Asts                  | Estadísticas 14 A. Murphy y P. Koponen 7 S. Huff 3 S. Huff y P. Koponen | Pabellón: Sud de France Arena Árbitros: Lorenzo Baldini Erez Gurion Gatis Salins |  |

| 16 de septiembre de 2018 | Bosnia y Herzegovina                             | 80–85                                 | República Checa                                               | Sarajevo                                                                             |  |
| 20:00 (UTC+2)            | Parciales: 18–22, 19–16, 23–22, 20–25            | Parciales: 18–22, 19–16, 23–22, 20–25 | Parciales: 18–22, 19–16, 23–22, 20–25                         |                                                                                      |  |
|                          | Estadísticas J. Nurkic 19 J. Nurkic 15 D. Musa 4 | Reporte Pts Reb Asts                  | Estadísticas 22 T. Satoransky 9 T. Satoransky 6 T. Satoransky | Pabellón: Mirza Delibašić Hall Árbitros: Tomas Jasevicius Janusz Calik Luis Castillo |  |

Segunda ventana
| 30 de noviembre de 2018 | República Checa                                    | 65–79                                 | Francia                                           | Pardubice                                                                      |  |
| 18:00 (UTC+1)           | Parciales: 19–26, 18–13, 14–13, 14–27              | Parciales: 19–26, 18–13, 14–13, 14–27 | Parciales: 19–26, 18–13, 14–13, 14–27             |                                                                                |  |
|                         | Estadísticas V. Hruban 20 V. Hruban 8 J. Bohacik 8 | Reporte Pts Reb Asts                  | Estadísticas 18 A. M'Baye 8 O. Camara 7 A. Albicy | Pabellón: Tipsport Arena Árbitros: Srdan Dozai Oskars Lucis Vilius Maciulaitis |  |

| 30 de noviembre de 2018 | Finlandia                                         | 75–77                                             | Rusia                                                          | Espoo                                                                                 |  |
| 19:00 (UTC+2)           | Parciales: 18–13, 18–14, 21–20, 11–21 (T.E.: 7-9) | Parciales: 18–13, 18–14, 21–20, 11–21 (T.E.: 7-9) | Parciales: 18–13, 18–14, 21–20, 11–21 (T.E.: 7-9)              |                                                                                       |  |
|                         | Estadísticas S. Huff 24 E. Murphy 7 J. Wilson 5   | Reporte Pts Reb Asts                              | Estadísticas 26 D. Kulagin 8 A. Vorontsevich 6 A. Vorontsevich | Pabellón: Espoo Metro Areena Árbitros: Aleksandar Glisic Tolga Sahin Dariusz Zapolski |  |

| 30 de noviembre de 2018 | Bulgaria                                             | 89–82                                 | Bosnia y Herzegovina                                      | Botevgrad                                                                                 |  |
| 19:00 (UTC+2)           | Parciales: 25–22, 20–29, 27–16, 17–15                | Parciales: 25–22, 20–29, 27–16, 17–15 | Parciales: 25–22, 20–29, 27–16, 17–15                     |                                                                                           |  |
|                         | Estadísticas B. Avramov 20 S. Marinov 8 S. Marinov 5 | Reporte Pts Reb Asts                  | Estadísticas 20 M. Halilovic 16 E. Sulejmanovic 7 E. Atic | Pabellón: Arena Botevgrad Árbitros: Martins, Kozlovskis Marek Cmikiewicz Zdenko Tomasovic |  |

| 3 de diciembre de 2018 | Rusia                                                 | 81–61                                 | República Checa                                               | Óblast de Moscú                                                                                           |  |
| 19:30 (UTC+3)          | Parciales: 14–16, 30–12, 21–11, 16–22                 | Parciales: 14–16, 30–12, 21–11, 16–22 | Parciales: 14–16, 30–12, 21–11, 16–22                         | |  |
|                        | Estadísticas D. Khvostov 17 D. Kulagin 9 D. Kulagin 7 | Reporte Pts Reb Asts                  | Estadísticas 26 J. Bohacik 7 M. Kriz y P. Pumprla 5 V. Pulpan | Pabellón: Khimki Basketball Center Árbitros: Panagiotis Anastopoulos Fernando Calatrava Vladimir Jevtovic |  |

| 3 de diciembre de 2018 | Francia                                                            | 77–53                                | Bulgaria                                               | Limoges                                                                                            |  |
| 19:00 (UTC+1)          | Parciales: 19–16, 20–13, 17–16, 21–8                               | Parciales: 19–16, 20–13, 17–16, 21–8 | Parciales: 19–16, 20–13, 17–16, 21–8                   | |  |
|                        | Estadísticas Y. Ouattara 17 P. Lacombe y M. Lessort 6 P. Lacombe 7 | Reporte Pts Reb Asts                 | Estadísticas 13 H. Zahariev 7 H. Zahariev 3 S. Marinov | Pabellón: Palais des Sports de Beaublanc Árbitros: Tolga Sahin Luka Kardum Beniamino Manuel Attard |  |

| 3 de diciembre de 2018 | Bosnia y Herzegovina                                      | 77–81                                 | Finlandia                                          | Zenica                                                                                         |  |
| 19:00 (UTC+1)          | Parciales: 28–11, 22–20, 13–14, 14–36                     | Parciales: 28–11, 22–20, 13–14, 14–36 | Parciales: 28–11, 22–20, 13–14, 14–36              |                                                                                                |  |
|                        | Estadísticas M. Halilovic 20 E. Sulejmanovic 13 E. Atic 4 | Reporte Pts Reb Asts                  | Estadísticas 18 P. Koponen 5 S. Salin 4 P. Koponen | Pabellón: Arena de la Ciudad de Zenica Árbitros: Yener Yilmaz Gintaras Vitkauskas Zafer Yilmaz |  |

Tercera ventana
| 21 de febrero de 2019 | Bulgaria                                               | 60–104                                | Rusia                                                          | Botevgrad                                                                    |  |
| 18:00 (UTC+2)         | Parciales: 18–26, 12–26, 14–30, 16–22                  | Parciales: 18–26, 12–26, 14–30, 16–22 | Parciales: 18–26, 12–26, 14–30, 16–22                          |                                                                              |  |
|                       | Estadísticas J. Washburn 19 D. Dimitrov 3 B. Avramov 6 | Reporte Pts Reb Asts                  | Estadísticas 16 D. Kulagin 7 A. Vorontsevich 5 A. Vorontsevich | Pabellón: Arena Botevgrad Árbitros: Manuel Mazzoni Zafer Yilmaz Boris Krejic |  |

| 21 de febrero de 2019 | Finlandia                                           | 76–69                                 | Francia                                           | Espoo                                                                            |  |
| 19:00 (UTC+2)         | Parciales: 14–14, 17–19, 22–15, 23–21               | Parciales: 14–14, 17–19, 22–15, 23–21 | Parciales: 14–14, 17–19, 22–15, 23–21             |                                                                                  |  |
|                       | Estadísticas J. Wilson 29 M. Jantunen 7 J. Wilson 6 | Reporte Pts Reb Asts                  | Estadísticas 19 A. Noua 10 M. Lessort 6 A. Albicy | Pabellón: Espoo Metro Areena Árbitros: Sergiy Zashchuk Sasa Maricic Tanel Suslov |  |

| 21 de febrero de 2019 | República Checa                                    | 69–64                                 | Bosnia y Herzegovina                                          | Pardubice                                                                                          |  |
| 18:00 (UTC+1)         | Parciales: 20–15, 19–18, 16–17, 14–14              | Parciales: 20–15, 19–18, 16–17, 14–14 | Parciales: 20–15, 19–18, 16–17, 14–14                         | |  |
|                       | Estadísticas J. Bohacik 17 V. Hruban 9 T. Vyoral 4 | Reporte Pts Reb Asts                  | Estadísticas 16 A. Lazic 12 M. Halilovic 5 E. Atic y A. Gegic | Pabellón: Tipsport Arena Pardubice Árbitros: Wojciech Liszka Apostolos Kalpakas Mehmet Karabilecen |  |

| 24 de febrero de 2019 | Rusia                                 | 91–76                                 | Finlandia                             | Perm                                  |  |
| 18:00 (UTC+5)         | Parciales: 16–28, 21–10, 21–27, 33–11 | Parciales: 16–28, 21–10, 21–27, 33–11 | Parciales: 16–28, 21–10, 21–27, 33–11 |                                       |  |
|                       |                                       | Reporte                               |                                       | Pabellón: Molot Sports Hall Árbitros: |  |

| 24 de febrero de 2019 | Francia                               | 82–66                                 | República Checa                       | Rezé                                        |  |
| 17:00 (UTC+1)         | Parciales: 16–15, 21–17, 21–18, 24–16 | Parciales: 16–15, 21–17, 21–18, 24–16 | Parciales: 16–15, 21–17, 21–18, 24–16 |                                             |  |
|                       |                                       | Reporte                               |                                       | Pabellón: Salle de la Trocardière Árbitros: |  |

| 24 de febrero de 2019 | Bosnia y Herzegovina                  | 87–67                                 | Bulgaria                              | Zenica                                           |  |
| 18:00 (UTC+1)         | Parciales: 24–25, 19–10, 22–19, 22–13 | Parciales: 24–25, 19–10, 22–19, 22–13 | Parciales: 24–25, 19–10, 22–19, 22–13 |                                                  |  |
|                       |                                       | Reporte                               |                                       | Pabellón: Arena de la Ciudad de Zenica Árbitros: |  |

### Grupo L
| Pos | Equipo   | PJ | PG | PP | PF   | PC  | Dif  | Pts | Notas                                                  |
| --- | -------- | -- | -- | -- | ---- | --- | ---- | --- | ------------------------------------------------------ |
| 1   | Grecia   | 12 | 11 | 1  | 972  | 880 | 92   | 23  | Clasificado para la Copa Mundial de Baloncesto de 2019 |
| 2   | Alemania | 12 | 9  | 3  | 1017 | 867 | 150  | 21  | Clasificado para la Copa Mundial de Baloncesto de 2019 |
| 3   | Serbia   | 12 | 7  | 5  | 993  | 875 | 118  | 19  | Clasificado para la Copa Mundial de Baloncesto de 2019 |
| 4   | Georgia  | 12 | 5  | 7  | 927  | 968 | -41  | 17  | Acceso a la Clasificación para el Eurobasket 2021      |
| 5   | Israel   | 12 | 5  | 7  | 925  | 974 | -49  | 17  | Acceso a la Clasificación para el Eurobasket 2021      |
| 6   | Estonia  | 12 | 4  | 8  | 821  | 950 | -129 | 16  | Acceso a la Clasificación para el Eurobasket 2021      |

Primera ventana
| 13 de septiembre de 2018 | Estonia                                                             | 43–86                               | Alemania                                                | Tallin                                                                          |  |
| 19:00 (UTC+3)            | Parciales: 15–26, 9–23, 6–24, 13–13                                 | Parciales: 15–26, 9–23, 6–24, 13–13 | Parciales: 15–26, 9–23, 6–24, 13–13                     |                                                                                 |  |
|                          | Estadísticas R. Veideman 14 R. Veideman y R. Nurger 4 M-K. Kotsar 4 | Reporte Pts Reb Asts                | Estadísticas 18 D. Schroder 8 D. Barthel 10 D. Schroder | Pabellón: Saku Suurhall Árbitros: Tomas Jasevicius Oskars Lucis Sergei Beliakov |  |

| 13 de septiembre de 2018 | Israel                                                                    | 80–85                                 | Georgia                                                                  | Tel Aviv                                                                                |  |
| 20:00 (UTC+3)            | Parciales: 23–26, 14–23, 31–16, 12–20                                     | Parciales: 23–26, 14–23, 31–16, 12–20 | Parciales: 23–26, 14–23, 31–16, 12–20                                    |                                                                                         |  |
|                          | Estadísticas J. Cohen y Y. Zoosman 14 A. Ariel y Y. Zoosman 5 T. Blatt 10 | Reporte Pts Reb Asts                  | Estadísticas 22 T. Shengelia 9 T. Shengelia y G. Bitadze 7 G. Tsintsadze | Pabellón: Menora Mivtachim Arena Árbitros: Boris Krejic Özlem Yalman Fernando Calatrava |  |

| 13 de septiembre de 2018 | Grecia                                                                    | 70–63                                 | Serbia                                                   | Heraklion                                                                                             |  |
| 21:00 (UTC+3)            | Parciales: 16–18, 19–14, 16–15, 19–16                                     | Parciales: 16–18, 19–14, 16–15, 19–16 | Parciales: 16–18, 19–14, 16–15, 19–16                    | |  |
|                          | Estadísticas N. Calathes y G. Printezis 15 I. Bourousis 10 I. Bourousis 8 | Reporte Pts Reb Asts                  | Estadísticas 19 B. Bogdanović 12 N. Bjelica 5 N. Bjelica | Pabellón: Heraklion Indoor Sports Arena Árbitros: Martins Kozlovskis Marek Cmikiewicz Sergiy Zashchuk |  |

| 16 de septiembre de 2018 | Georgia                                                      | 85–86                                 | Grecia                                                | Tiflis                                                                                            |  |
| 19:00 (UTC+4)            | Parciales: 30–17, 19–21, 15–27, 21–21                        | Parciales: 30–17, 19–21, 15–27, 21–21 | Parciales: 30–17, 19–21, 15–27, 21–21                 |                                                                                                   |  |
|                          | Estadísticas T. Shengelia 22 T. Shengelia 13 G. Tsintsadze 6 | Reporte Pts Reb Asts                  | Estadísticas 31 N. Calathes 8 K. Sloukas 8 K. Sloukas | Pabellón: Palacio de Deportes de Tiflis Árbitros: Saverio Lanzarini Andris Aunkrogers Michal Proc |  |

| 16 de septiembre de 2018 | Alemania                                               | 112–98                                             | Israel                                                    | Leipzig                                                                           |  |
| 18:00 (UTC+2)            | Parciales: 18–21, 17–33, 27–16, 30–22 (T.E.: 20–6)     | Parciales: 18–21, 17–33, 27–16, 30–22 (T.E.: 20–6) | Parciales: 18–21, 17–33, 27–16, 30–22 (T.E.: 20–6)        |                                                                                   |  |
|                          | Estadísticas D. Schroder 30 M. Kleber 8 D. Schroder 13 | Reporte Pts Reb Asts                               | Estadísticas 23 J. Cohen 8 N. Levi y J. Cohen 10 T. Blatt | Pabellón: Arena Leipzig Árbitros: Tolga Sahin Zdravko Rutesic Gintaras Vitkauskas |  |

| 16 de septiembre de 2018 | Serbia                                                        | 91–65                                 | Estonia                                                              | Belgrado                                                                                  |  |
| 20:15 (UTC+2)            | Parciales: 22–16, 23–13, 29–11, 17–25                         | Parciales: 22–16, 23–13, 29–11, 17–25 | Parciales: 22–16, 23–13, 29–11, 17–25                                |                                                                                           |  |
|                          | Estadísticas N. Bjelica 14 N. Bjelica 6 V. Micic y S. Jovic 4 | Reporte Pts Reb Asts                  | Estadísticas 17 I. Kajupank 4 S. Raieste 5 R. Veideman y K. Kullamae | Pabellón: Hall Aleksandar Nikolić Árbitros: Antonio Conde Yener Yilmaz Mehmet Karabilecen |  |

Segunda ventana
| 30 de noviembre de 2018 | Israel                                           | 83–74                                 | Serbia                                               | Tel Aviv                                                                      |  |
| 14:00 (UTC+2)           | Parciales: 29–24, 14–21, 16–15, 24–14            | Parciales: 29–24, 14–21, 16–15, 24–14 | Parciales: 29–24, 14–21, 16–15, 24–14                |                                                                               |  |
|                         | Estadísticas G. Pnini 18 Y. Zoosman 3 T. Blatt 9 | Reporte Pts Reb Asts                  | Estadísticas 17 D. Milosavljevic 8 S. Peno 6 S. Peno | Pabellón: Shlomo Group Arena Árbitros: Yohan Rosso Marius Ciulin Zafer Yilmaz |  |

| 30 de noviembre de 2018 | Grecia                                                     | 92–84                                 | Alemania                                              | Patras                                                                                   |  |
| 19:00 (UTC+2)           | Parciales: 23–22, 22–13, 18–21, 29–28                      | Parciales: 23–22, 22–13, 18–21, 29–28 | Parciales: 23–22, 22–13, 18–21, 29–28                 |                                                                                          |  |
|                         | Estadísticas I. Bourousis 25 I. Bourousis 7 I. Athinaiou 6 | Reporte Pts Reb Asts                  | Estadísticas 27 R. Benzing 7 J. Thiemann 3 I. Akpinar | Pabellón: Dimitris Tofalos Arena Árbitros: Antonio Conde Fernando Calatrava Boris Krejic |  |

| 30 de noviembre de 2018 | Estonia                                           | 73–80                                 | Georgia                                                     | Tallin                                                                         |  |
| 19:00 (UTC+2)           | Parciales: 19–22, 13–19, 17–16, 24–23             | Parciales: 19–22, 13–19, 17–16, 24–23 | Parciales: 19–22, 13–19, 17–16, 24–23                       |                                                                                |  |
|                         | Estadísticas J. Joesaar 14 J. Joesaar 7 S. Vene 3 | Reporte Pts Reb Asts                  | Estadísticas 23 G. Shermadini 11 G. Bitadze 7 G. Tsintsadze | Pabellón: Saku Suurhall Árbitros: Ademir Zurapovic Alexey Davydov Martin Vulic |  |

| 3 de diciembre de 2018 | Georgia                                                   | 71–69                                            | Israel                                                 | Tiflis                                                                                                   |  |
| 19:00 (UTC+4)          | Parciales: 9–11, 25–19, 16–19, 14–15 (T.E.: 7-5)          | Parciales: 9–11, 25–19, 16–19, 14–15 (T.E.: 7-5) | Parciales: 9–11, 25–19, 16–19, 14–15 (T.E.: 7-5)       | |  |
|                        | Estadísticas G. Bitadze 18 G. Shermadini 11 T. McFadden 5 | Reporte Pts Reb Asts                             | Estadísticas 22 J. Cohen 8 J. Cohen 5 J. Di Bartolomeo | Pabellón: Palacio de Deportes de Tiflis Árbitros: Martins Kozlovskis Dariusz Zapolski Mehmet Karabilecen |  |

| 3 de diciembre de 2018 | Alemania                                              | 87–70                                | Estonia                                        | Ludwigsburg                                                               |  |
| 20:00 (UTC+1)          | Parciales: 21–19, 20–8, 20–12, 26–31                  | Parciales: 21–19, 20–8, 20–12, 26–31 | Parciales: 21–19, 20–8, 20–12, 26–31           |                                                                           |  |
|                        | Estadísticas J. Thiemann 16 J. Thiemann 7 B. Doreth 4 | Reporte Pts Reb Asts                 | Estadísticas 18 S. Vene 6 J. Joesaar 4 S. Sokk | Pabellón: MHPArena Árbitros: Yohan Rosso Vilius Maciulaitis Blaz Zupancic |  |

| 3 de diciembre de 2018 | Serbia                                                          | 84–61                                 | Grecia                                                                                             | Belgrado                                                                                    |  |
| 20:15 (UTC+1)          | Parciales: 29–14, 15–21, 23–13, 17–13                           | Parciales: 29–14, 15–21, 23–13, 17–13 | Parciales: 29–14, 15–21, 23–13, 17–13                                                              |                                                                                             |  |
|                        | Estadísticas S. Jovic 22 S. Jelovac 7 M. Raduljica y V. Micic 6 | Reporte Pts Reb Asts                  | Estadísticas 12 L. Bochoridis y C. Saloustros 5 P. Vasilopoulos 4 G. Larentzakis y P. Vasilopoulos | Pabellón: Hall Aleksandar Nikolić Árbitros: Manuel Mazzoni Marek Cmikiewicz Lorenzo Baldini |  |

Tercera ventana
| 21 de febrero de 2019 | Estonia                                              | 71–70                                 | Serbia                                                 | Tallin                                                                                  |  |
| 19:00 (UTC+2)         | Parciales: 14–16, 17–18, 18–20, 22–16                | Parciales: 14–16, 17–18, 18–20, 22–16 | Parciales: 14–16, 17–18, 18–20, 22–16                  |                                                                                         |  |
|                       | Estadísticas K. Kitsing 18 J. Joesaar 9 S. Raieste 5 | Reporte Pts Reb Asts                  | Estadísticas 19 S. Jelovac 8 S. Jelovac 10 M. Teodosic | Pabellón: Saku Suurhall Árbitros: Saverio Lanzarini Martins Kozlovskis Dariusz Zapolski |  |

| 21 de febrero de 2019 | Israel                                           | 81–77                                 | Alemania                                                       | Tel Aviv                                                                          |  |
| 19:30 (UTC+2)         | Parciales: 15–19, 21–16, 18–17, 27–25            | Parciales: 15–19, 21–16, 18–17, 27–25 | Parciales: 15–19, 21–16, 18–17, 27–25                          |                                                                                   |  |
|                       | Estadísticas T.J. Cline 14 T. Ginat 6 B. Timor 6 | Reporte Pts Reb Asts                  | Estadísticas 16 N. Giffey y A. Obst 5 J. Thiemann 8 I. Akpinar | Pabellón: Shlomo Group Arena Árbitros: Ademir Zurapovic Janusz Calik Martin Vulic |  |

| 21 de febrero de 2019 | Grecia                                                         | 81–69                                 | Georgia                                                        | Heraclión                                                                                    |  |
| 20:30 (UTC+2)         | Parciales: 23–14, 21–17, 22–20, 15–18                          | Parciales: 23–14, 21–17, 22–20, 15–18 | Parciales: 23–14, 21–17, 22–20, 15–18                          |                                                                                              |  |
|                       | Estadísticas P. Vasilopoulos 15 I. Bourousis 10 I. Bourousis 6 | Reporte Pts Reb Asts                  | Estadísticas 26 G. Shermadini 15 G. Shermadini 7 G. Tsintsadze | Pabellón: Heraklion Indoor Sports Arena Árbitros: Marius Ciulin Luis Castillo Andrei Sharapa |  |

| 24 de febrero de 2019 | Serbia                                | 97–76                                 | Israel                                | Belgrado                                    |  |
| 16:00 (UTC+1)         | Parciales: 26–18, 23–15, 18–17, 30–26 | Parciales: 26–18, 23–15, 18–17, 30–26 | Parciales: 26–18, 23–15, 18–17, 30–26 |                                             |  |
|                       |                                       | Reporte                               |                                       | Pabellón: Hall Aleksandar Nikolić Árbitros: |  |

| 24 de febrero de 2019 | Georgia                               | 77–84                                 | Estonia                               | Tiflis                                            |  |
| 19:00 (UTC+4)         | Parciales: 27–21, 15–27, 20–12, 15–24 | Parciales: 27–21, 15–27, 20–12, 15–24 | Parciales: 27–21, 15–27, 20–12, 15–24 |                                                   |  |
|                       |                                       | Reporte                               |                                       | Pabellón: Palacio de Deportes de Tiflis Árbitros: |  |

| 24 de febrero de 2019 | Alemania                              | 63–69                                 | Grecia                                | Bamberg                         |  |
| 18:00 (UTC+1)         | Parciales: 16–15, 18–18, 13–17, 16–19 | Parciales: 16–15, 18–18, 13–17, 16–19 | Parciales: 16–15, 18–18, 13–17, 16–19 |                                 |  |
|                       |                                       | Reporte                               |                                       | Pabellón: Brose Arena Árbitros: |  |

## Clasificados
| Alemania | España | Francia | Grecia | Italia | Lituania |

| Montenegro | Polonia | República Checa | Rusia | Serbia | Turquía |